# Casa Batlló

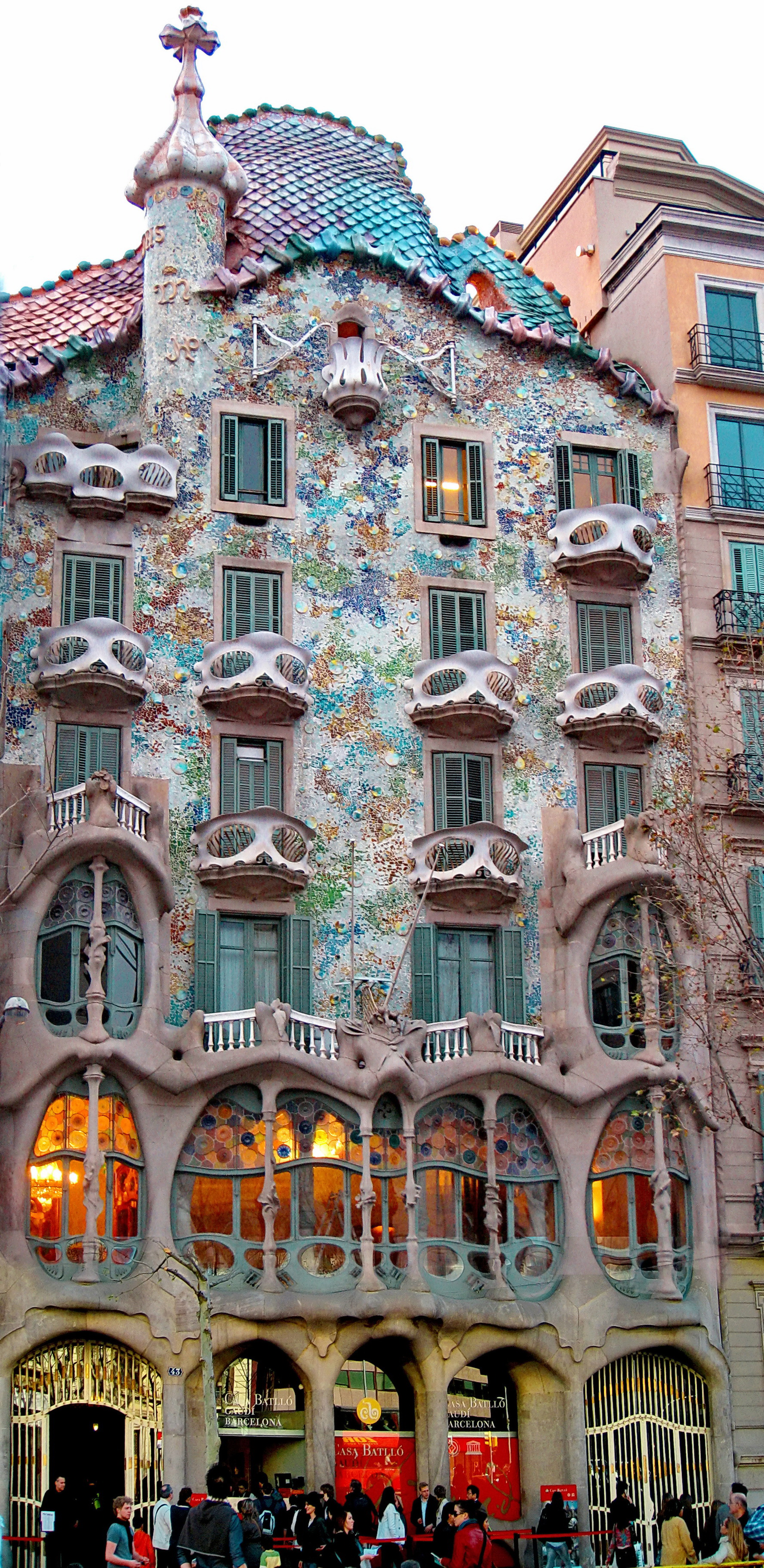
Fachada do edifício

A Casa Batlló é um edifício modernista, mais precisamente modernista catalão, concebido pelo arquiteto Antoni Gaudí, auxiliado pelos arquitetos Josep Maria Jujol e Joan Rubió i Bellversituado, e que se situa no n.º 43 do Passeig de Grácia, na chamada Ilha da Discórdia, um bairro modernista da cidade de Barcelona. O imóvel foi encomendado por Josep Batlló Casanovas, industrial do setor têxtil. O edifício figura na lista do património mundial da UNESCO, e é visitável pelo público.

## Contexto

### Economia e Burguesia
Na virada do século XIX para o XX, a situação econômica da Espanha esteve marcada pela perda das suas colônias, particularmente pela perda de Cuba, em 1898, o que implicou, em um primeiro tempo num encolhimento da economia, sobretudo na economia catalã. Entretanto, em um segundo momento, são repatriados fundos de investimentos previamente em Cuba para Barcelona, provocando uma nova onda de crescimento econômico e industrial da Catalunha, desenvolvendo-se notavelmente as indústrias químicas, metalúrgicas, elétricas e automobilísticas.
Esta nova revolução industrial foi apoiada pela monarquia, e a nova burguesia que surge no processo enriquece consideravelmente, bem mais do que muitos aristocratas. Para manter sua ascensão política o rei concede títulos de nobreza a alguns industriais. Barcelona, polo industrial maior, e sede do movimento de independência catalã, foi a primeira cidade à notar estes efeitos, com a nomeação do Conde de Godó, do barão de Quadras e do barão de Sert.
O arquiteto catalão Antoni Gaudí recebe então do industrial José Batlló Casanovas um pedido para reformar um edifício construído em 1875 por Emili Sala Cortés situado na chamada 'ilha da discórdia', na região central de Barcelona. Para a remodelação, Gaudí se centrou na fachada, no piso principal, no pátio de luzes e no telhado, e levantou um quinto piso para a equipe de serviço. Gaudí contou com a colaboração de seus ajudantes Domènec Sugrañes, Josep Canaleta e Joan Rubió; dos costrutores Jaume e Josep Bayó i Font; os ferros eram dos irmãos Lluís y Josep Badia i Miarnau; os azulejos de Pujol & Baucis (Esplugues de Llobregat); a vidraçaria de Sebastià Ribó; e a carpintaria de Casas & Bardés. Mais tarde algumas portas do primeiro piso tiveram que ser mudadas, sendo realizadas as reproduções do marceneiro Juan Martínez Gómez, seguindo o modelo original.

### A Ilha da Discórdia

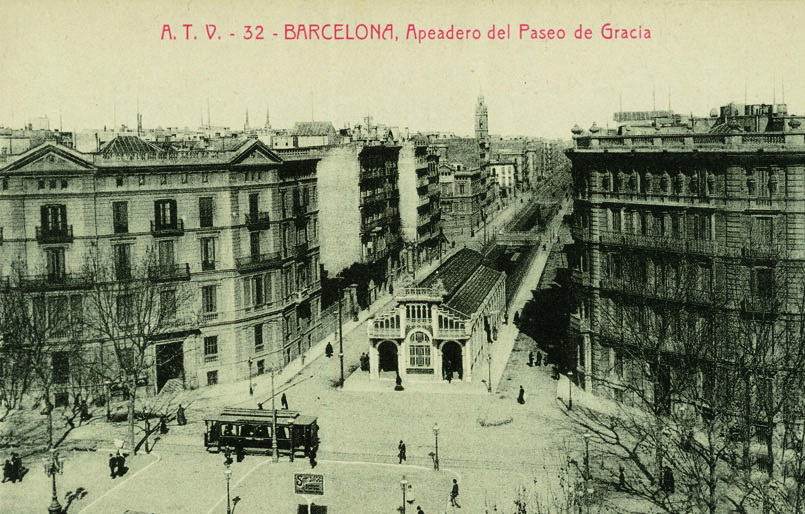
Aspecto do Passeio de Grácia em 1902, com a estação ferroviária.

Em pleno centro de Barcelona, o Passeig de Gràcia (Passeio de Grácia) era, nos anos 1860-1890, uma avenida de baixa densidade urbana, margeada por casas particulares ajardinadas e alguns casarões (Palácio Robert, Mariano). O setor atrai nos anos 1890 um afluxo de estabelecimentos comerciais, evolução que culmina com a instalação de uma estação ferroviária em 1902. Entre 1905 e 1906, as transformações seguem com a chegada do bonde. A nova classe burguesa em ascensão substitui pouco a pouco os casarões por casas de vários pavimentos. A avenida torna-se entre 1900 e 1914 o principal centro residencial da alta burguesia e da moda barcelonesa.

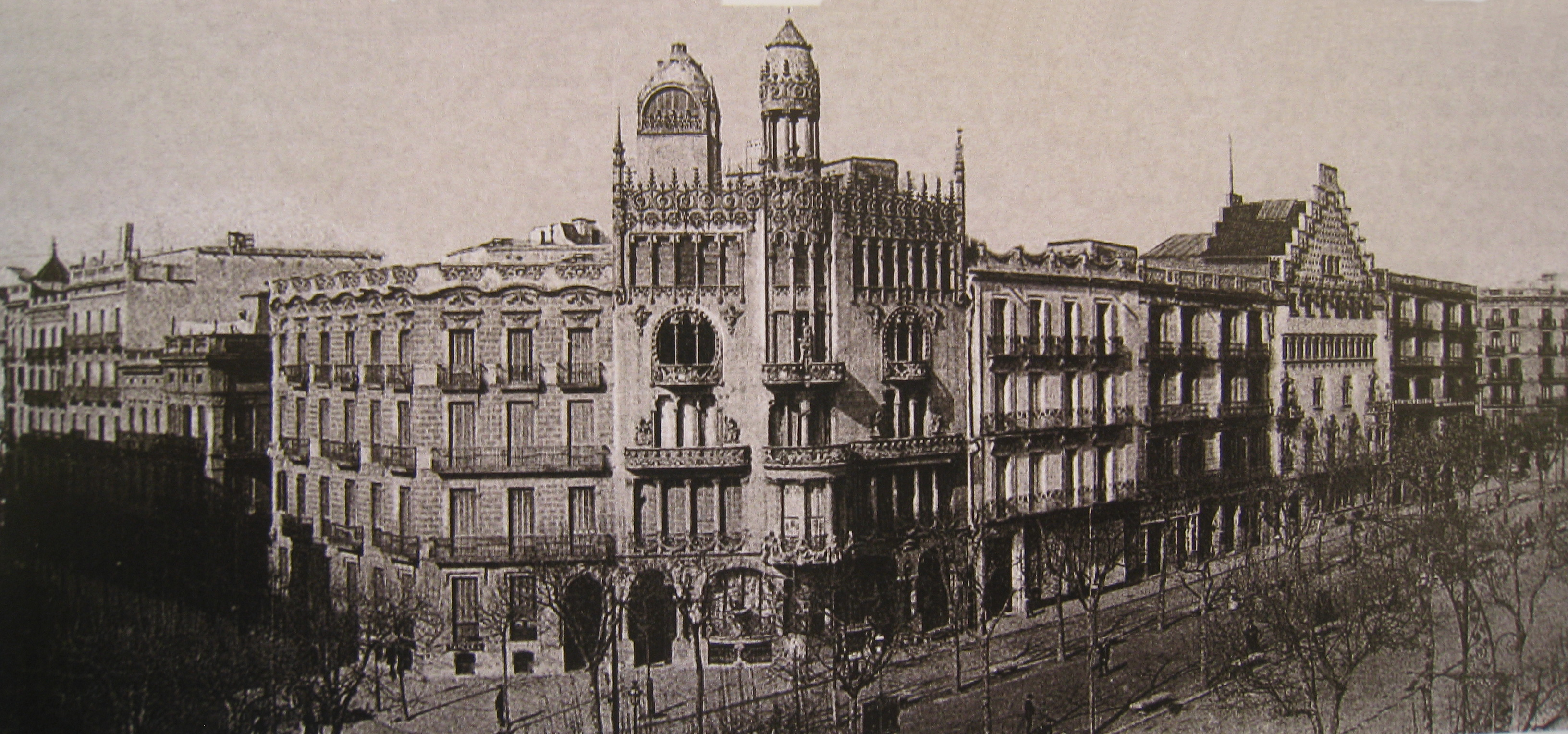
Aspecto da "Ilha da Discórdia" no início do século. Nota-se a casa Lleó Morera, e a casa Batlló ainda em sua forma original.

A ilha de casas indo do número 35 ao 45 do Passeig de Gràcia, entre a rua conseil des Cent à rua d'Aragon foi outrora ocupado por construções convencionais entre 1864 e 1875. Os edifícios 43 (Casa Batlló) e 45 foram construídos conjuntamente em 1875, e à imagem do resto da vizinhança, eram prédios convencionais da segunda metade do século XIX. Entretanto, nessa mesma "ilha de casas", o arquiteto Josep Puig i Cadafalch concebeu a Casa Amatller (número 41) em 1900 e o arquiteto Lluís Domènech i Montaner transformou em 1902 a Casa Lleó Morera. Sendo assim, a ilha de casas passa a ser composta por uma mistura de casas convencionais com outros imóveis modernistas fortemente destacados das outras edificações. Essa heterogeneidade valeu à vizinhança o apelido de "Ilha da Discórdia" (em espanhol, Manzana de la Discordia, que também significa "Maçã da Discórdia").

## Projeto

### Origem

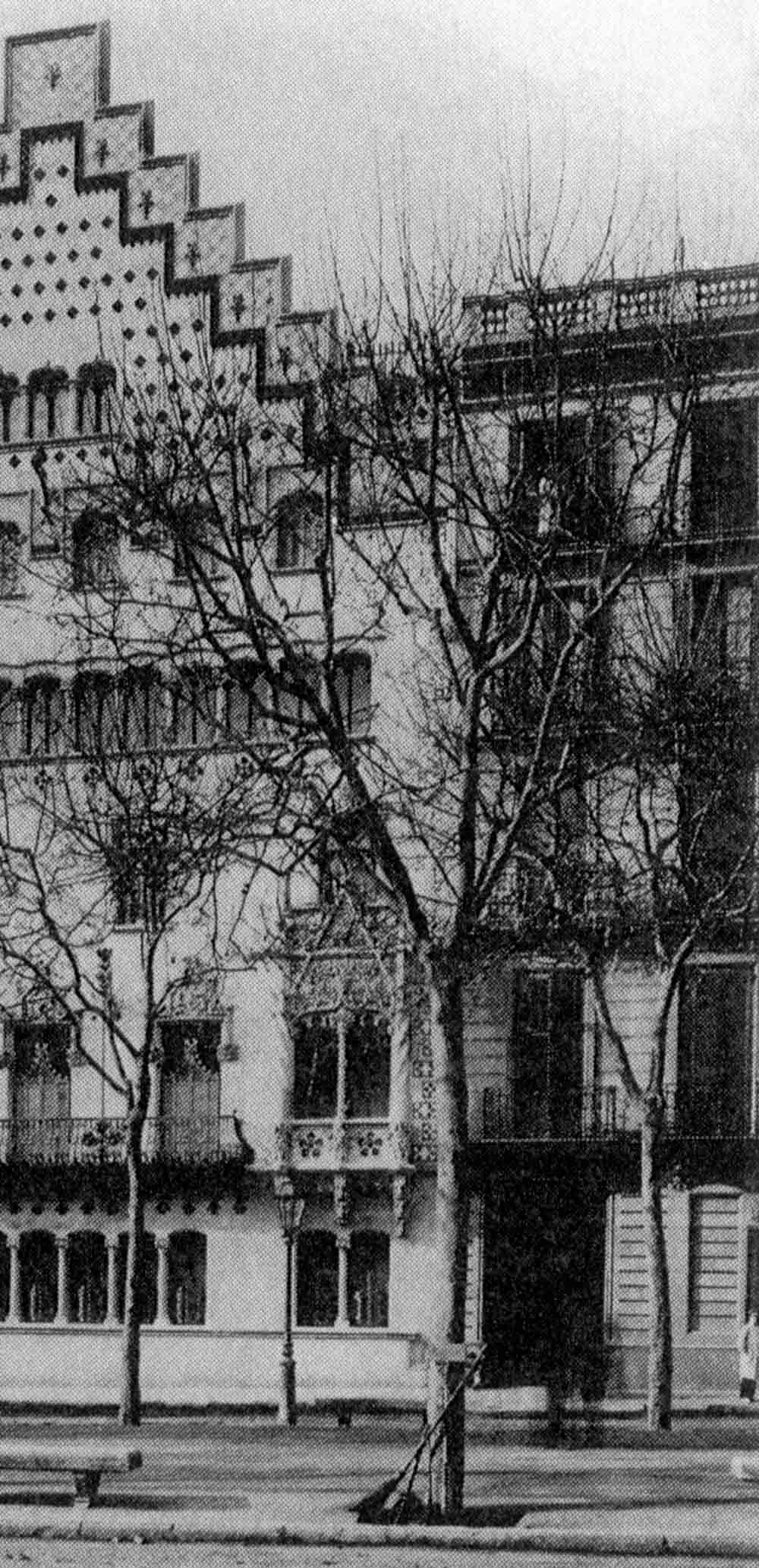
Vista do edifício em 1904, antes do início das transformações realizadas por Antoni gaudi

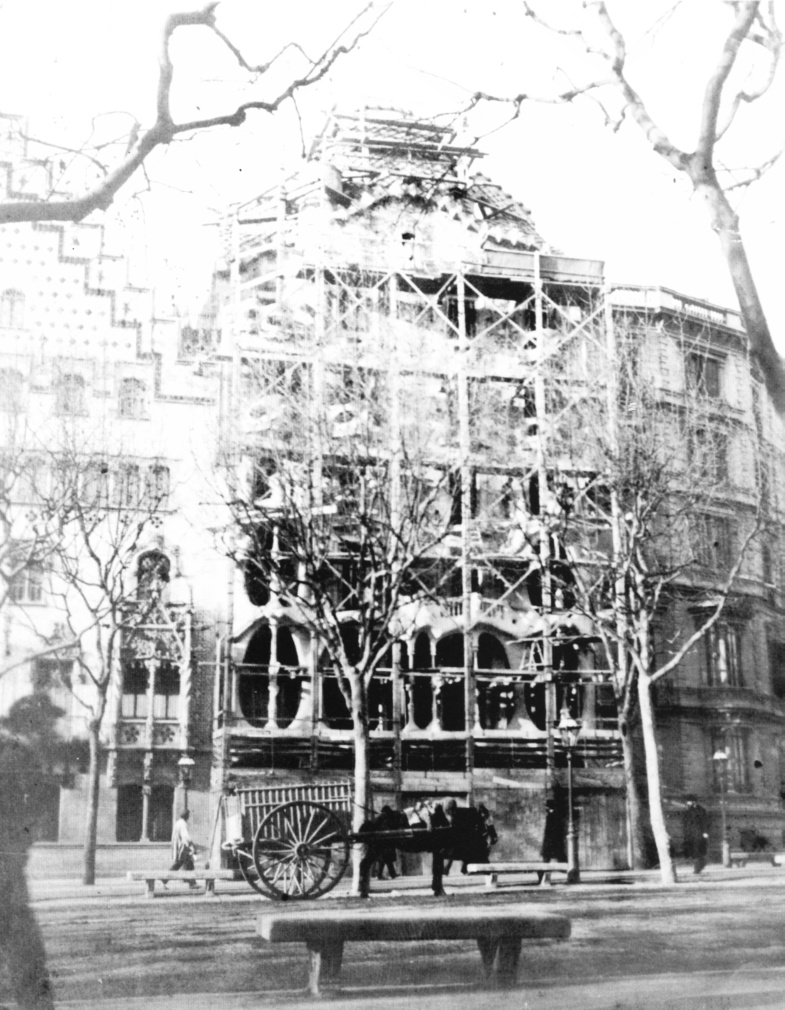
O prédio durante os trabalhos de transformações, em 1906

Josep Batlló i Casanovas era um rico industrial do setor textil, casado com Amàlia Godó Belaunzarán, filha do conde de Godó, igualmente um rico industrial, recentemente condecorado com um título de nobreza, deputado do partido liberal espanhol e fundador do jornal La Vanguardia.
Em 1900, a futura Casa Batlló ainda era um edifício intermediário da ilha da discórdia, no número 43 do Passeig de Gràcia, quando foi então adquirido por Josep Batlló.
Todos os irmãos de Josep Batlló haviam encarregado o arquiteto Josep Vilaseca i Casanovas da construção de seus diversos edifícios particulares : a Casa Pia Batlló, a Casa Àngel Batlló, e a Casa Enric Batlló. Todos haviam sido realizados em estilo modernista, então na moda. Mas Josep Batlló queria se destacar da família, e para tal contratou o arquiteto Antoni Gaudí, que acabara de ganhar o concurso anual de construções artísticas, com a Casa Calvet em 1907.
Batlló em um primeiro momento pediu à Gaudí para destruir o edifício e reconstruí-lo inteiramente. Mas Gaudí o convenceu de realizar apenas uma transformação na fachada do prédio. Entretanto a intervenção do arquiteto remodelou em profundidade o edifício. Ele reorganizou os espaços, desenvolveu a iluminação e a ventilação natural, adicionou dois andares, e remodelou o terraço. Estas transformações mudaram as dimensões do edifício, passando a altura do prédio de 21 m para 32 m e a área construída de 3100 m2 para 4300 m2 com média de 450 m2 por andar.
Quando o edifício estava prestes a ser terminado, Batlló recebeu a visita do patriarca Milà, de quem ele era sócio em uma fábrica de fios. Como ele projetava a construção de um edifício particular, após esta visita, confiou à Gaudi a construção da Casa Milà.

## Proprietários
O edifício foi concebido como um exemplo típico de imóvel de renda, construído para que os proprietários vivessem nos primeiros andares, e que locatários ocupassem outros andares superiores. Esta formula se aplicava amplamente à nova concepção de vida urbana, usual ao final do século XIX, como era costume em Paris, por exemplo. Com a morte de Amàlia Godó (viúva de Josep Batlló), em 1940, as filhas Mercedes e Carmen herdaram o edifício. Elas venderiam o prédio em 1954 à Sociedad Iberia de Seguros. A companhia serviu-se do prédio como sede social, quando realizou restaurações menores.
Em 1989, o banco japonês Sumitomo fez uma oferta de compra no valor de 10 bilhões de pesetas, sem sucesso. Em 1991, o presidente da companhia de seguros, Enric Bernat, confiou à casa de leilões Sotheby's a operação de venda do imóvel a um preço de 10000 milhões de pesetas, mesmo que estivesse avaliado em 13700 milhões. Anos mais tarde, por falta de comprador, a famille Bernat adquiriu o prédio por 3,6 bilhões de pesetas, sendo os proprietários até o presente (2002).

## Estabelecimentos comerciais
À sociedade cinematográfica Pathé se instalou em 1905 no Passeig de Gràcia, assim como outras empresas (à época) de novas tecnologias, como empresas fotográficas. A firma escolhe o térreo da Casa Batlló.

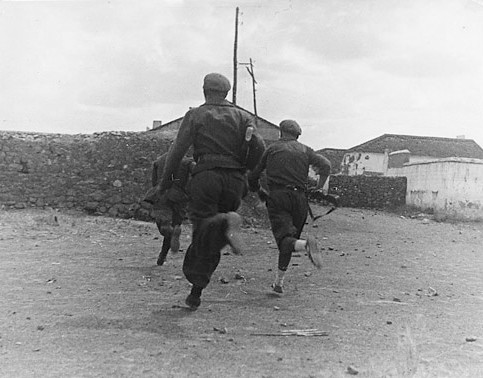
Durante a Guerra Civíl espanhola a família Batlló mudou-se para a Itália

A partir de 1922 o térreo foi ocupado por um mercado de alimentos, propriedade de um casal franco-catalão: Émile et Margarita Martignole. Eles forneciam licores, queijos e medicamentos ao bairro. Para aproveitar-se do esnobismo dos clientes da vizinhança eles adotaram um nome francês: « Maison d'alimentation Martignole ». Este comércio terminou um pouco antes da Guerra Civíl Espanhola.
Após a Guerra Civil, durante a qual a propriedade foi abandonada (tendo a família Batlló mudado para a Itália) o térreo foi ocupado por uma galeria de arte chamada Syra que fecharia as portas apenas após a morte de seu proprietário Montserrat Isern, em 1986. Os laboratórios Roca de Viñals, especializados em análises clínicas se instalaram no quarto andar de 1930 até quase o final da década de 1980.
Em 1942, a sociedade Producciones y distribuciones Chamartin instalou-se no andar principal, de onde produziu desenhos animados até se mudarem em 1958.

## Restaurações

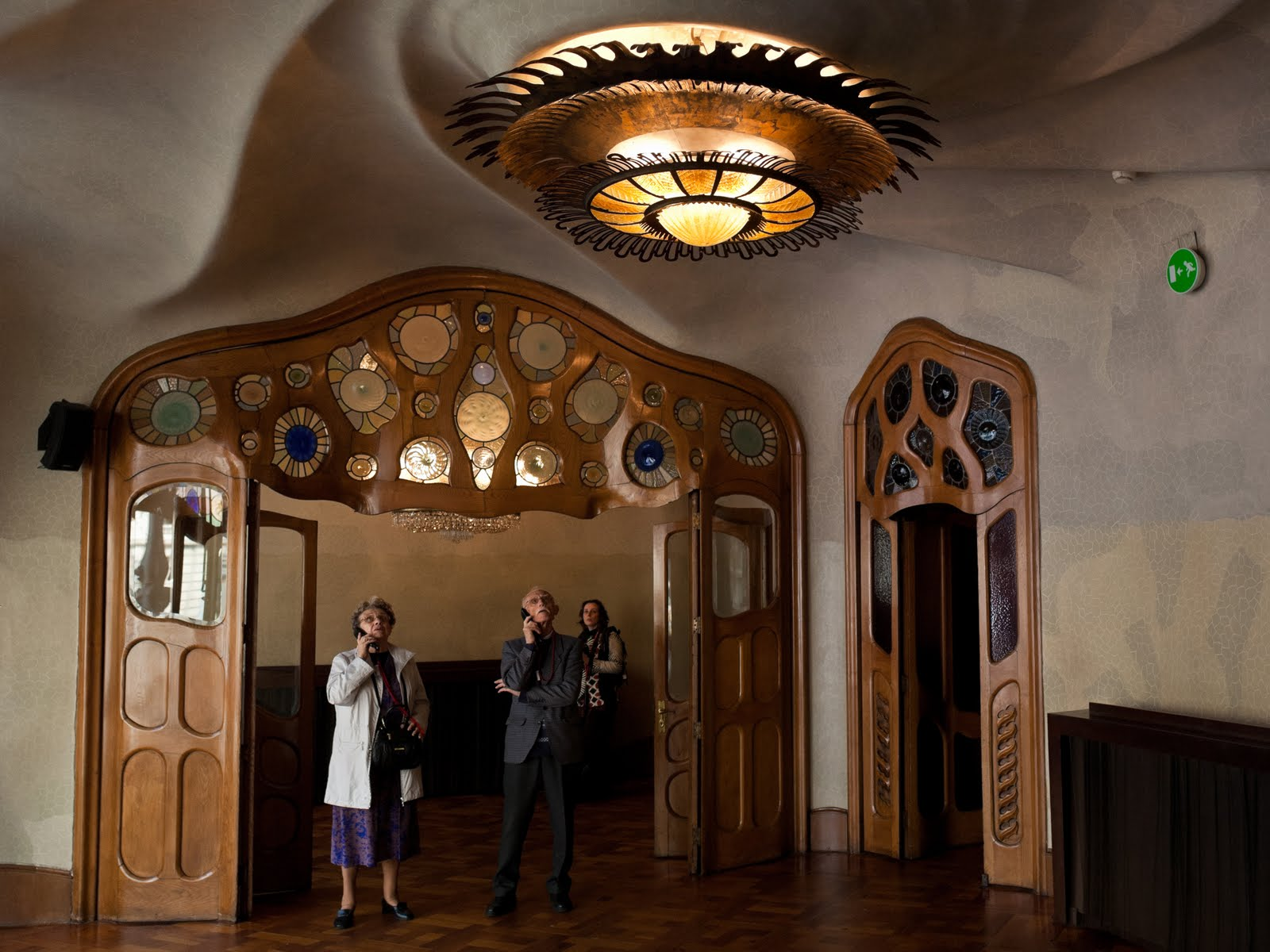
Portas modernistas no primeiro andar

Com o final da onda do modernismo, o surgimento do novecentismo e a aparição dos avant-gardistes, que preconizavam o funcionalismo, ocorreu uma diminuição no interesse pela obra de Gaudí, até a década de 1980, quando seu estilo volta a despertar interesse. Ao longo dos anos o prédio sofre diversas restaurações menores, ou outras de maior envergadura, como a realizada em 1981, na celebração do 75 aniversário da sua inauguração. Entretanto, a partir de 2000, em preparação às celebrações do ano internacional Gaudí 2002, a fachada foi inteiramente refeita. O interior recebeu um tratamento fungicida. Os balcões, as peças de carpintaria, e os discos de cerâmica quebrados foram reparados. Os pátios internos foram revitalizados e as peças quebradas trocadas. As portas de entrada dos apartamentos foram igualmente reparadas.

## Utilização Atual

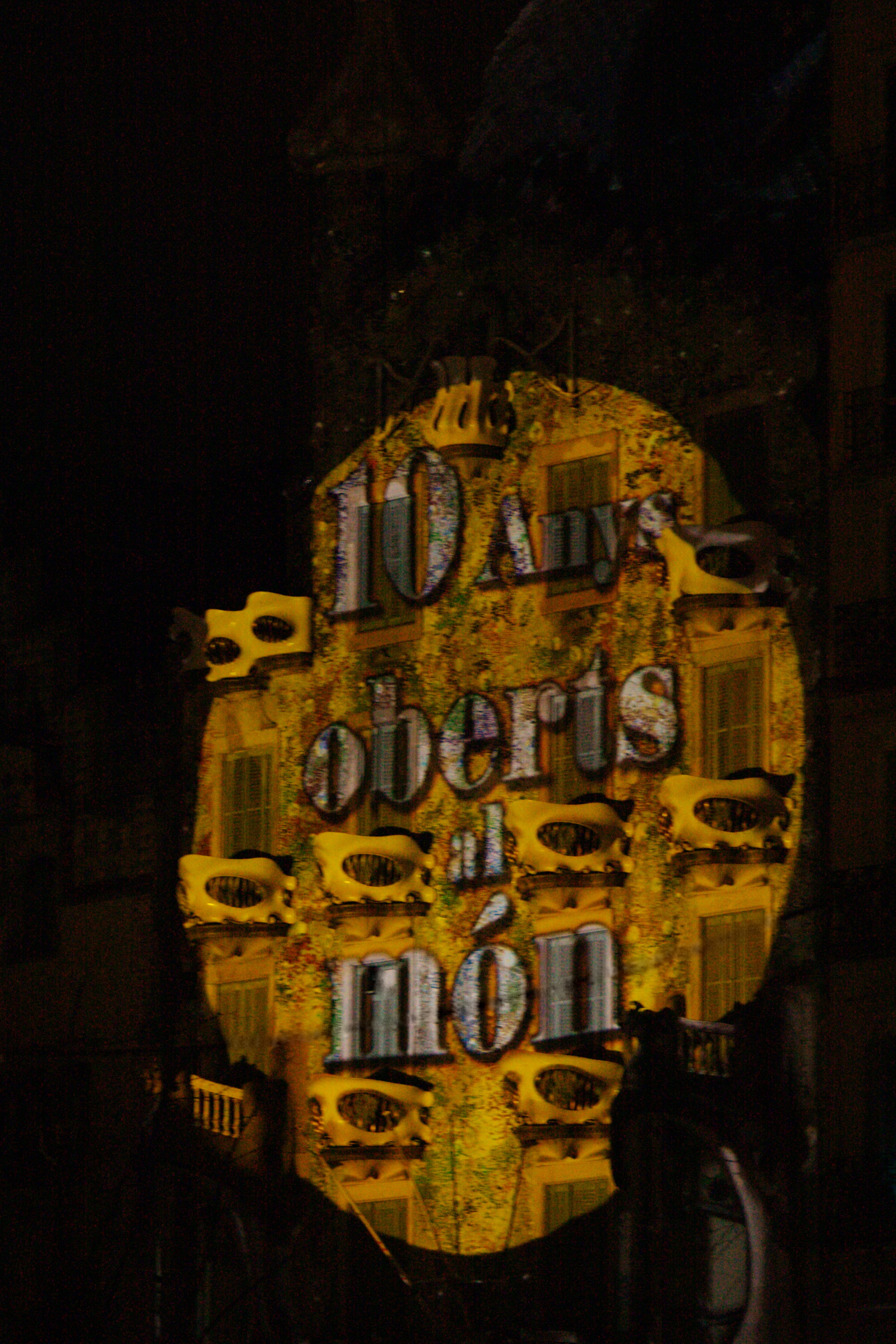
Projeção luminosa na fachada da casa Batlló, em comemoração aos 10 anos de sua abertura ao público.

Em 1995 uma reforma transforma 1839 m2 do edifício (sub-solo, térreo e primeiro andar) em um espaço aberto ao público. Além da disponibilidade de um espaço para a organização de eventos para empresas e particulares, a casa também foi aberta ao grande público em 2002, na ocasião do Ano Gaudí. As visitas estão disponíveis durante todo o ano e dão amplos detalhes sobre o processo de construção e interpretação artística da obra de Gaudi. À medida que novos espaços vão sendo restaurados, novas áreas vão sendo incorporadas à visitação, o que permite ao público de percorrer a quase totalidade do edifício, exceto pelos andares superiores que são ocupados pela sociedade gestora do imóvel, assim como o térreo e o sub solo que não são abertos à visitação, mas são espaços reservados à organização de eventos. Em 2011 o prédio recebeu 600.000 visitas.
No primeiro andar, com a cafeteria e a boutique, existe um espaço consagrado à exposição do mobiliário de Gaudi, principalmente das reproduções fiéis das peças da Casa Batlló e da Casa Calvet, levando a uma melhor compreensão da vida quotidiana da casa enquanto ela foi habitada. Desde junho de 2000, a Casa Batlló foi incluída na rota do modernismo, iniciativa da prefeitura para valorizar o patrimônio arquitetural de Barcelona.

## Descrição do Edifício

### Visão do Conjunto

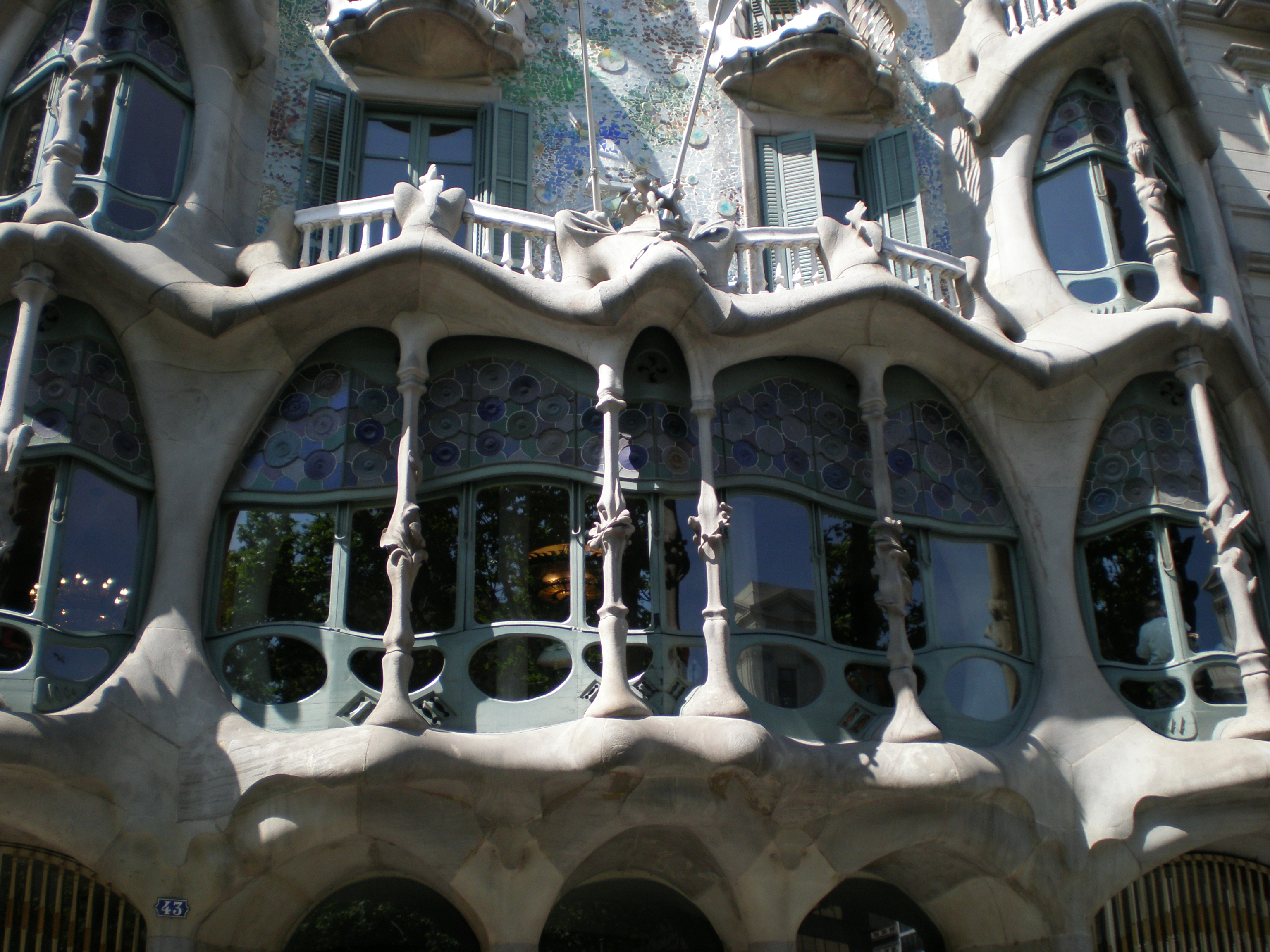
Aspecto naturalista da fachada

Independente das diferentes interpretações de cada parte ou detalhe específico, a Casa Batlló se inscreve dentro da visão naturalista de Gaudí que se inspira do ambiente marinho. A variedade de cores, a predominância do azul marinho e do ocre das rochas apoiam esta tese. O azul marinho está presente na decoração das cerâmicas, na fachada, no vestíbulo e nos pátios interiores.
De acordo com o historiador Juan José Lahuerta, « o interior do imóvel torna-se um espaço de tranquilidade para o homem que enfrenta as tribulações da cidade e a luta do mundo, numa espécie de gruta sub-marina onde se recolher, onde encontrar um espaço íntimo, à moda de Julio Verne (...) dentro do ventre materno da terra, da natureza ».
Joan Bassegoda i Nonell, arquiteto que restaurou o prédio acrescenta que: « Segundo Leonardo da Vinci, a natureza é cheia de causas latentes que não foram jamais liberadas. A beleza da Casa Batlló está na liberação de um destes esoterismos naturais na obra, graças à imaginação e ao poder criativo de Gaudi ».

### Fachada Principal
A fachada principal está voltada para o Passeig de Gràcia, e está dividida em três partes diferentes harmoniosamente integradas. Uma parte superior, ligeiramente recuada em relação à rua, é um tipo de crista feita de cerâmica colorida que suscita múltiplas interpretações. Uma parte central, do segundo ao último andar, feita de um tapete multicolorido, de onde saem as sacadas. Uma parte inferior ( o térreo, o primeiro andar e duas galerias no segundo andar), feitas em arenito de Montjuïc, apresentando formas onduladas.

#### A Parte Superior

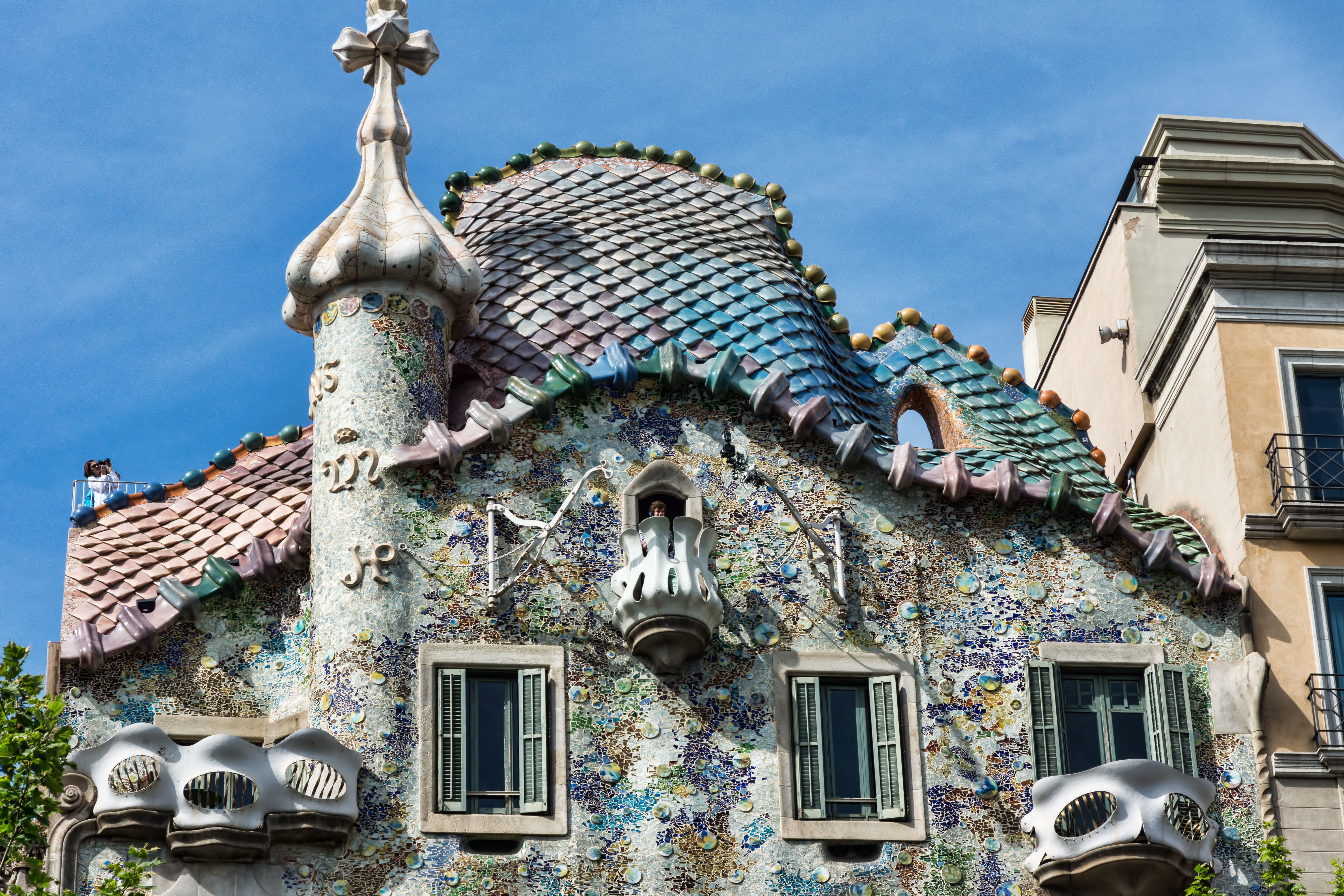
Detalhe da Parte superior: o "Dragão", as escamas e os olhos

Seu perfil lembra as formas arqueadas de um dragão, do qual as escamas seriam as telhas em cerâmica.  O monstro mítico teria a cabeça à direita, fazendo a janela triangular às vezes do olho. A lenda conta que a orientação desta janela permitia à Gaudi observar a Sagrada Família que ele construía simultaneamente, coisa impossível atualmente em função das edificações mais recentes da cidade. As telhas que simulam as escamas do dragão apresentam uma graduação de cores: elas são verdes à direita (na cabeça) e passam ao azul intenso e ao violeta na parte central. Finalmente elas progridem para o rosa intenso do lado esquerdo (na cauda). No topo do edifício, sugerindo a espinha do dragão, estão dois tipos singulares de cerâmicas: uma sinusoidal e outras em forma de casco de tartaruga, que se articulam com as anteriores. Elas possuem tons variados de alaranjado à direita, verde ao centro e azul à esquerda.
Um dos elementos mais notáveis da parte superior é a torre coroada de uma flecha, à moda das igrejas. Esta é em cerâmica, e culminada por uma "cruz de Gaudí", onde cada uma das quatro pontas aponta para um ponto cardeal, assim como as cruzes do Parc Güell, e assim como a cruz que futuramente culminaria a Sagrada Família. A torre é decorada com monogramas de Jésus (JHS), Maria (um M com uma coroa ducal) e José (JHP), feitas a partir de pedaços de cerâmica douradas qui se destacam do fundo verde recobrindo a fachada.

#### A Parte Central

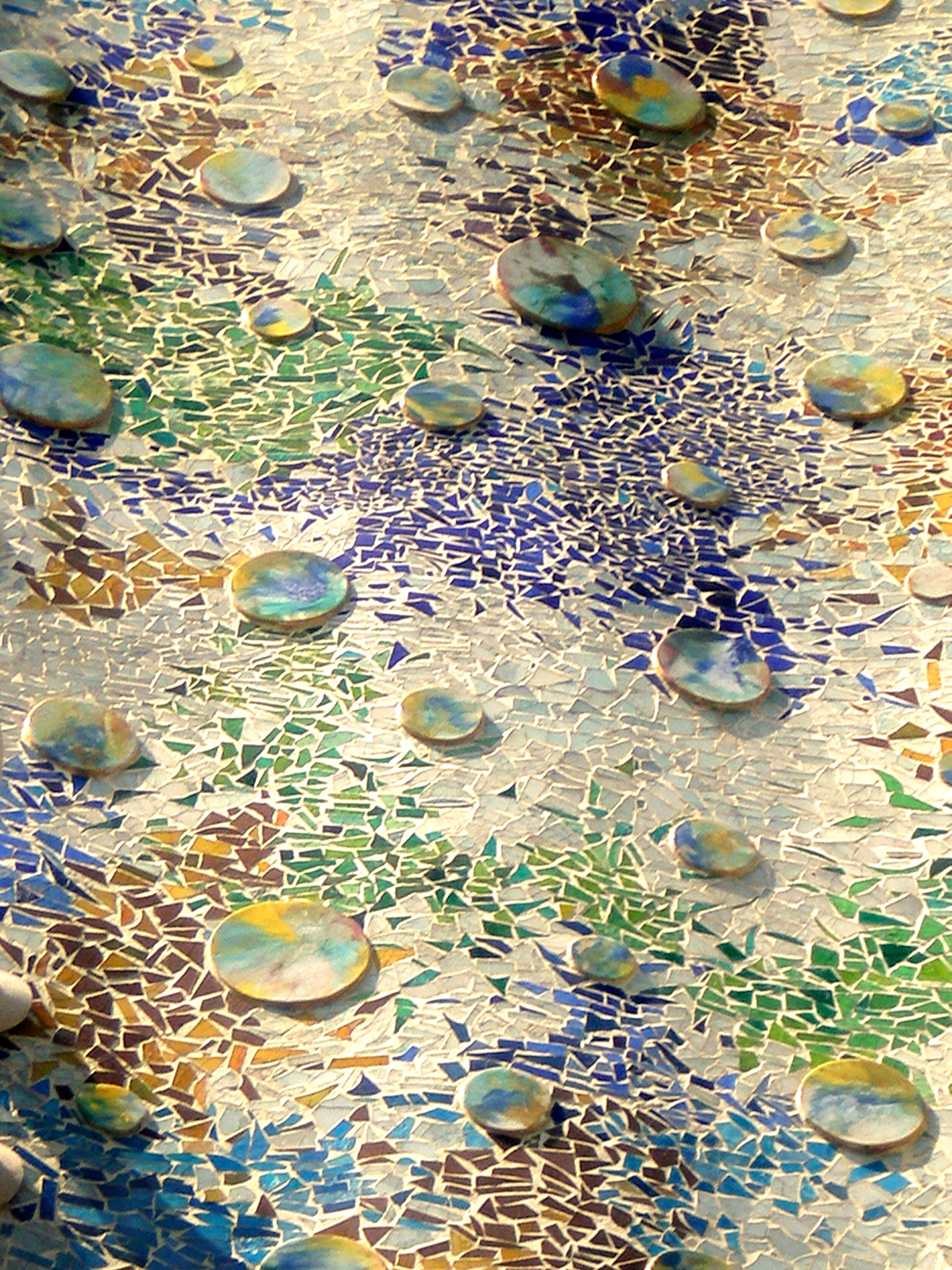
Aspecto das Nymphéas

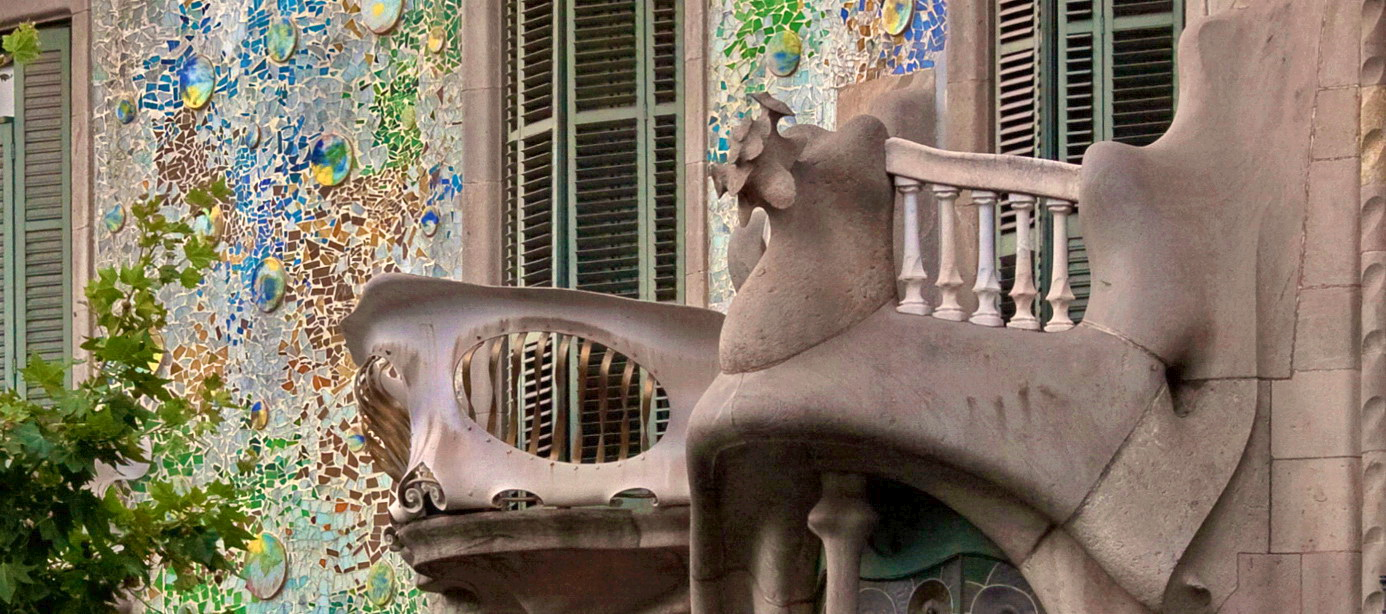
Os dois tipos de sacada da Parte Central. Em primeiro plano aquelas com gradil de mármore de carrara e ao fundo com gradil de ferro fundido;

A parte central da fachada é ornada de maneira poética sobre temas aquáticos que evocam a superfície de um lago, à moda das Nymphéas de Monet, com discretas ondulações e reflexos produzidos pelos vidros e as cerâmicas. O gradil das sacadas são em ferro fundido - sete idênticas e uma maior situada na sacada do último andar, logo abaixo do telhado. Elas são pintadas de cor marfim. Os balcões do segundo andar, e dois do terceiro andar possuem balestres helicoidais e gradil de mármore de carrara encaixados em uma estrutura curva de pedras de Montjuic ornadas de uma decoração floral sóbria.

#### A Parte Inferior
A fachada do primeiro andar, que era o andar principal (situado acima do térreo), é feita em arenito e possui formas sinuosas. O desenho é completado por uma obra de carpintaria elegante das janelas, preenchidas por vitrais multicoloridos.  Diante das grandes janelas, seis finas colunas em forma de ossos parecem sustentar o edifício. Elas possuem forma de fêmur, ou de úmero, com uma decoração floral no centro que parece ser a articulação do osso. Nesta parte inferior da fachada, as formas dos espaços vazios são curvas e a pedra parece ter a forma de lábios, dando ao conjunto o aspecto de uma enorme boca aberta, que valeu à casa o apelido de Casa dels badalls, « casa dos bocejos ». Outros nomes que a casa ganhou como apelido foram: casa dos crânios, casa dos ossos, e casa das máscaras.

### Vestíbulos e escadarias

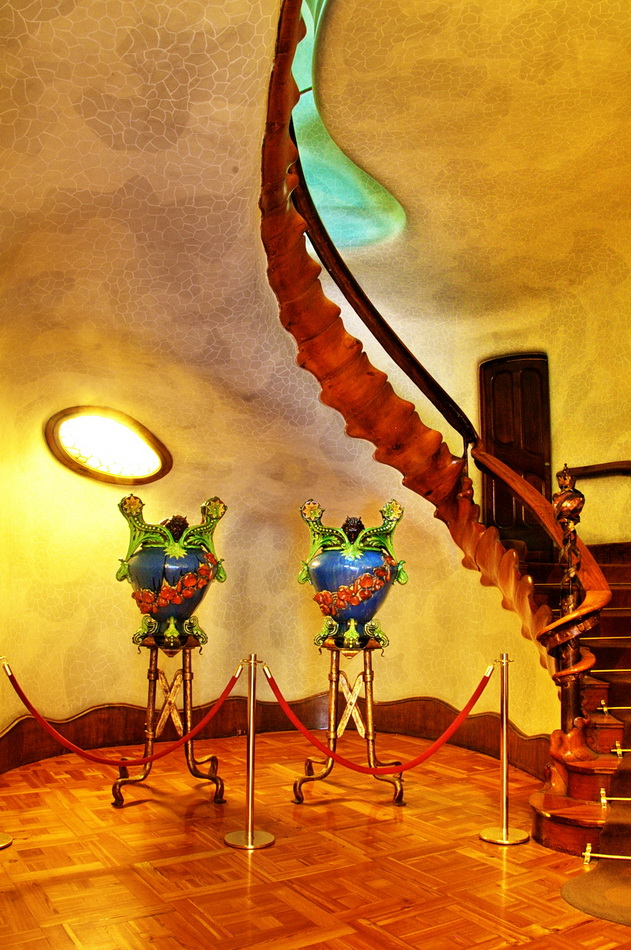
Escada principal que lembra a espinha de um animal pré-histórico

A entrada principal do edifício é sóbria, fechada por portas de ferro forjado pintadas de cor marfim e dourada, como os gradis das sacadas. Trata-se de uma pintura à base de cerusita que Gaudí já havia utilizado em outras ocasiões para proteger o metal da oxidação. As outras aberturas do térreo compreendem o acesso ao sub-solo, duas janelas, duas janelinhas de porão para entregar o carvão, e a porta do comércio do térreo.
O vestíbulo maior é decorado com um balaústre de cerâmica de cores azul e branca. Ao fundo, encontra-se uma pequena abertura, dando sobre um dos pátios interiores, que clareia naturalmente o ambiente. Seguindo-se em direção ao interior, após um discreto enquadramento da porta, está o elevador modernista que serve a todos os andares. A numeração tradicional do elevador foi substituída por Gaudí por um sistema de letras de A à I. A letra G, inicial de seu nome, recebeu uma grafia especial.  No fundo da entrada existe um vestíbulo privativo de 20 m2   de onde começa uma majestosa escadaria que conduz ao primeiro pavimento - domicílio da família Battló.  Suas paredes são onduladas e não formam ângulos ou quinas, o que lhe confere um aspecto de uma gruta natural. A majestosa escadaria é feita de madeira de castanheira e incorporada de elementos esculpidos que evocam as vértebras de um animal pré-histórico. O conjunto de seus elementos forma uma espiral sinuosa que cobre um ângulo de 180 °, tomando a forma de um monstro gigante.

### O Andar Principal - Primeiro Andar

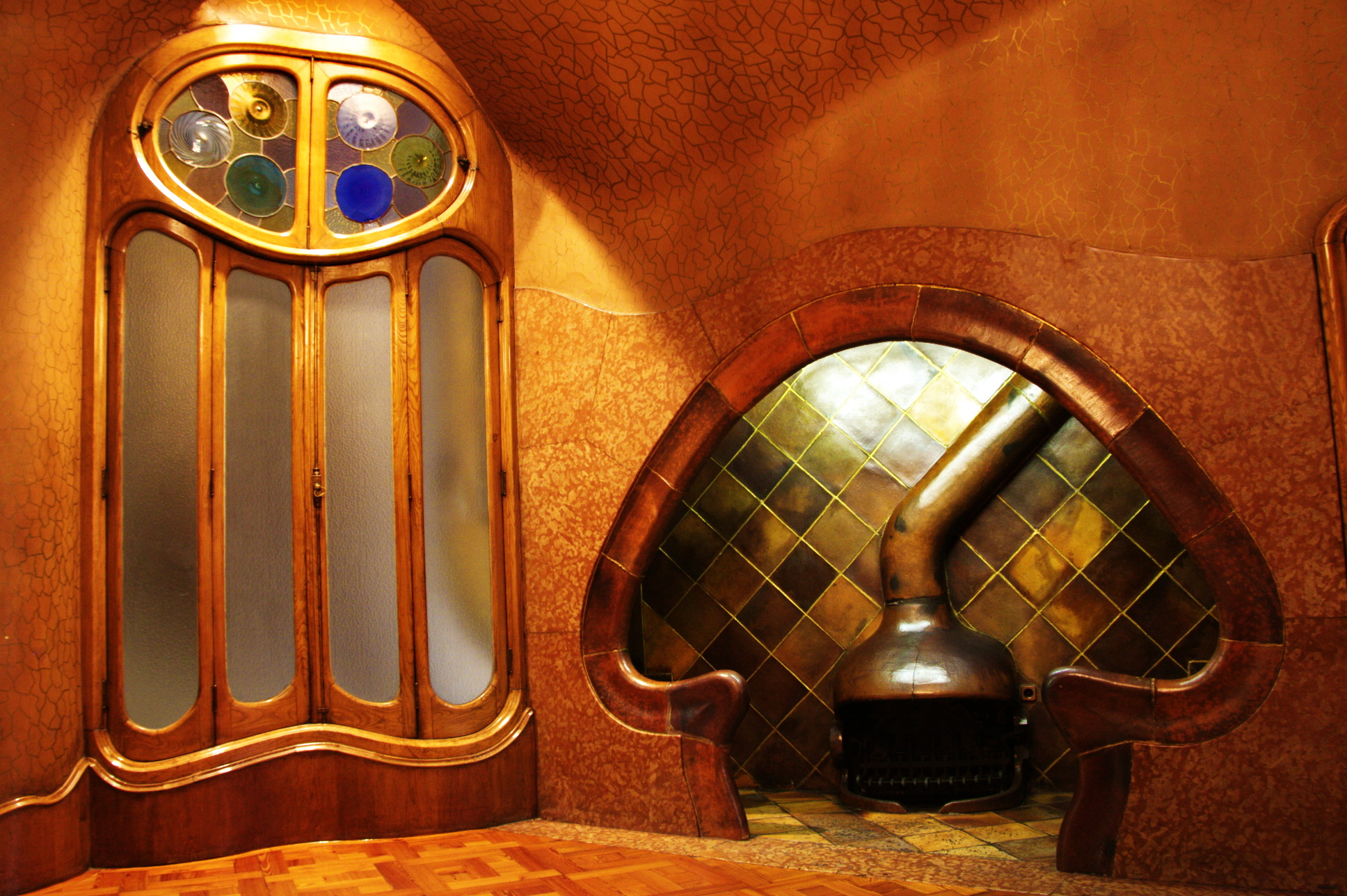
O átrio com a lareira em forma de cogumelo.

O primeiro andar difere dos demais e foi foco de transformações importantes de Gaudí. Trata-se do domicílio da família Batlló e o arquiteto dedicou uma atenção particular em sua concepção. Ele empreendeu ali uma decoração muito elaborada, permitindo jogar com sombras e luz nos diferentes cômodos. As janelas possuem formas onduladas diferentes umas das outras, e os pilares forma de ossos com suas articulações.

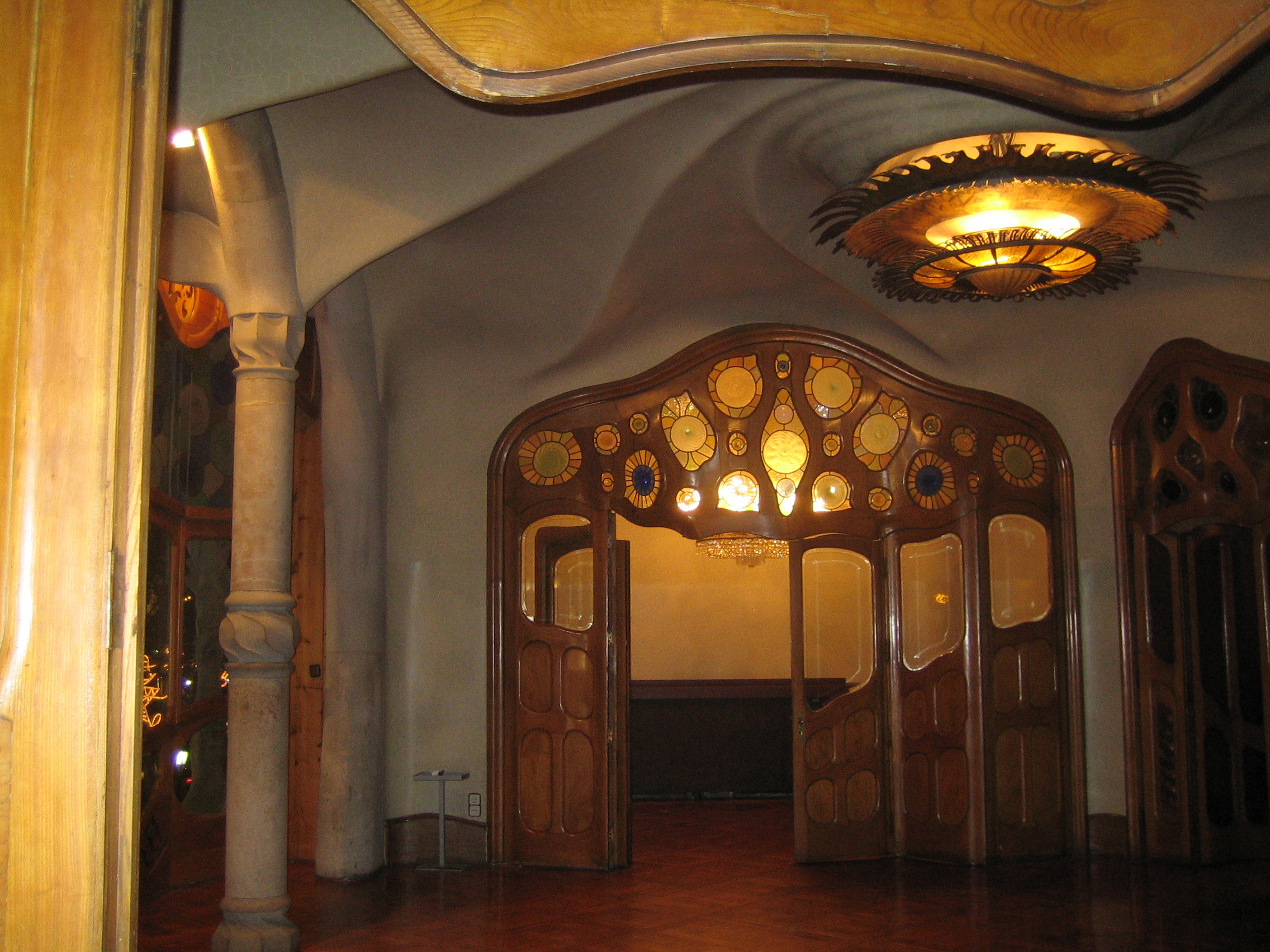
Salão principal

O acesso a este andar se faz diretamente a partir da escadaria principal situada ao fundo do vestíbulo no térreo. Uma primeira porta leva a uma sala contendo o átrio projetado pelos ateliers Ramon Reguan. Uma sala onde a estética é dedicada à lareira, enquadrada na parede. O conjunto é organizado sob um arco com formato de cogumelo construído em arenito. Esse design, com dois assentos diante do fogo, simboliza a união da família e se inspira nas residências catalãs tradicionais, onde nas proximidades de uma grande lareira estavam o fogo, um caldeirão e alguns assentos. Trata-se de uma versão urbana, com estética rústica, que Gaudí aplica para a criação de um espaço intimo para o casal Battló.
O salão central é um grande espaço situado atrás da fachada principal ao seu centro. A decoração da vidraria é à base de vitrais circulares comportando diferentes tonalidades de azul. No centro estão janelas com guilhotinas deslisantes que se abrem através um jogo de contra pesos escondido nas extremidades. Quando estas janelas se abrem, pode-se ver a rua sem nenhum obstáculos visual. Esta solução foi reutilizada por Le Corbusier na Villa Savoye (chamada de fenêtre-bandeau). A um metro em recuo da vidraria, exatamente face a face, estão quatro colunas interiores que passam quase desapercebidas, formando juntamente com a vidraria uma galeria.

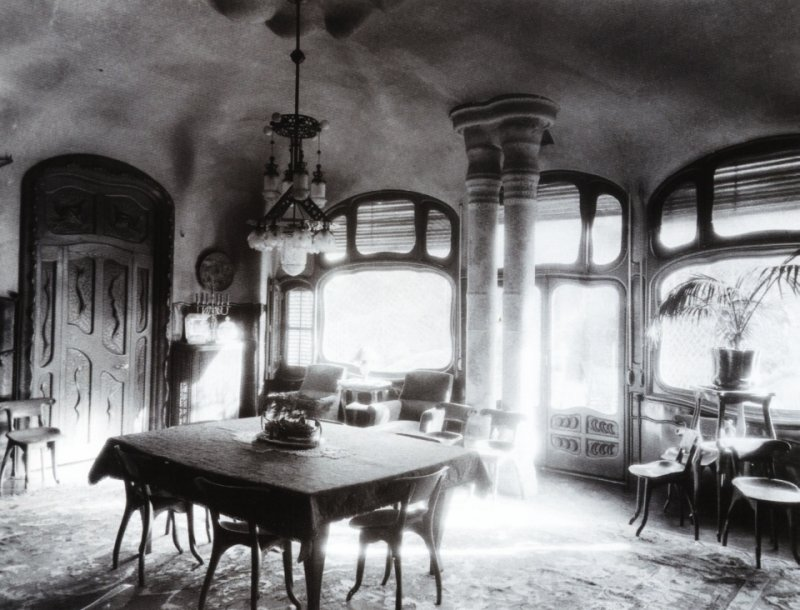
Aspecto original da sala de jantar em 1927

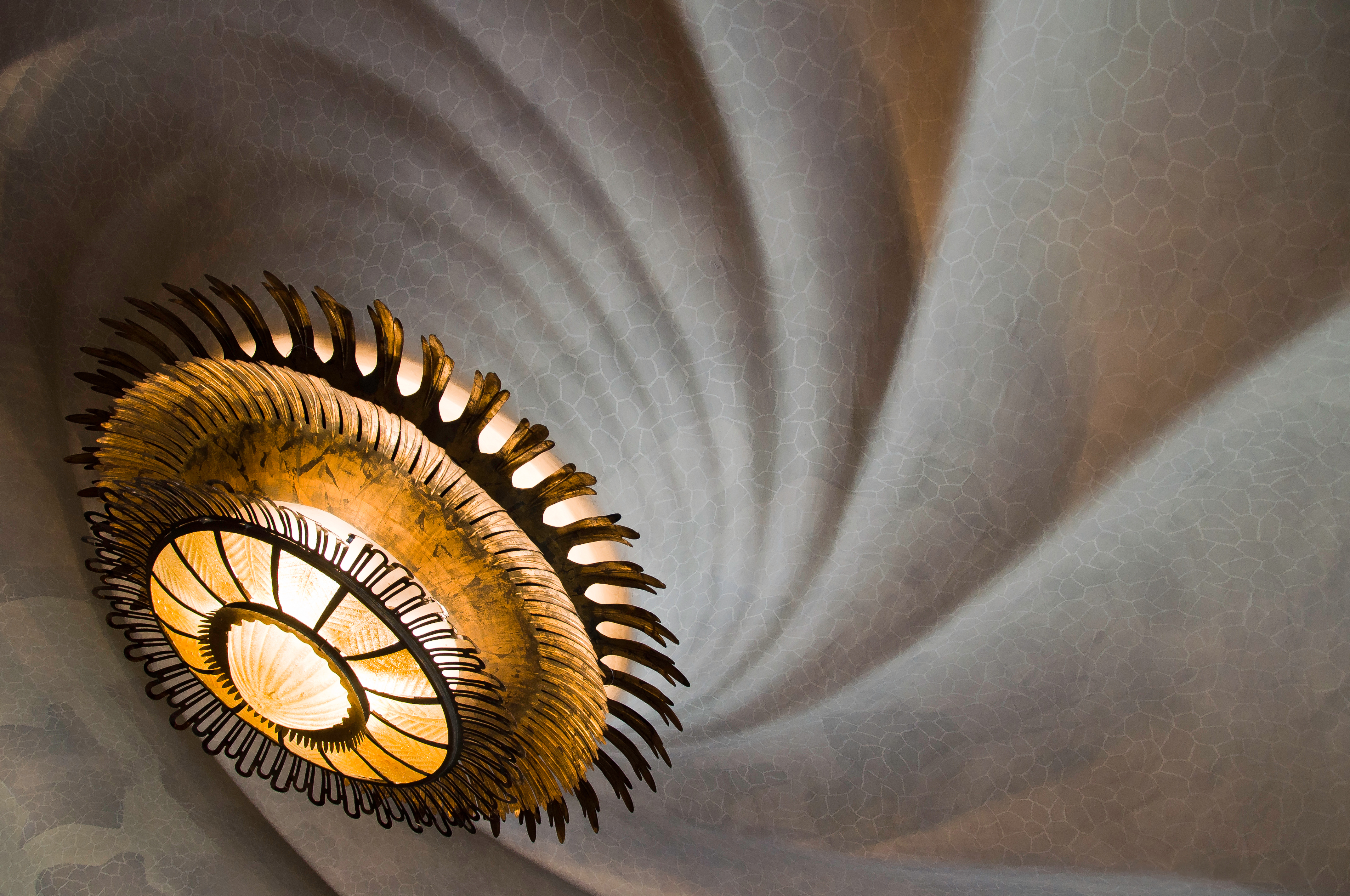
Detalhes do teto em espiral com o magnífico lustre ao centro, na sala principal

O teto desta sala é em relevo, na forma de uma espiral gigante ornada ao centro por um espetacular lustre, que mais tarde foi substituído por uma cópia por questões de segurança, uma vez iniciadas as visitas do público. Esta decoração pode evocar um turbilhão de água e o ambiente marinho da casa, ou mesmo o espiral de uma galáxia, ou uma representação héliocêntrica na qual o lustre figuraria o sol.

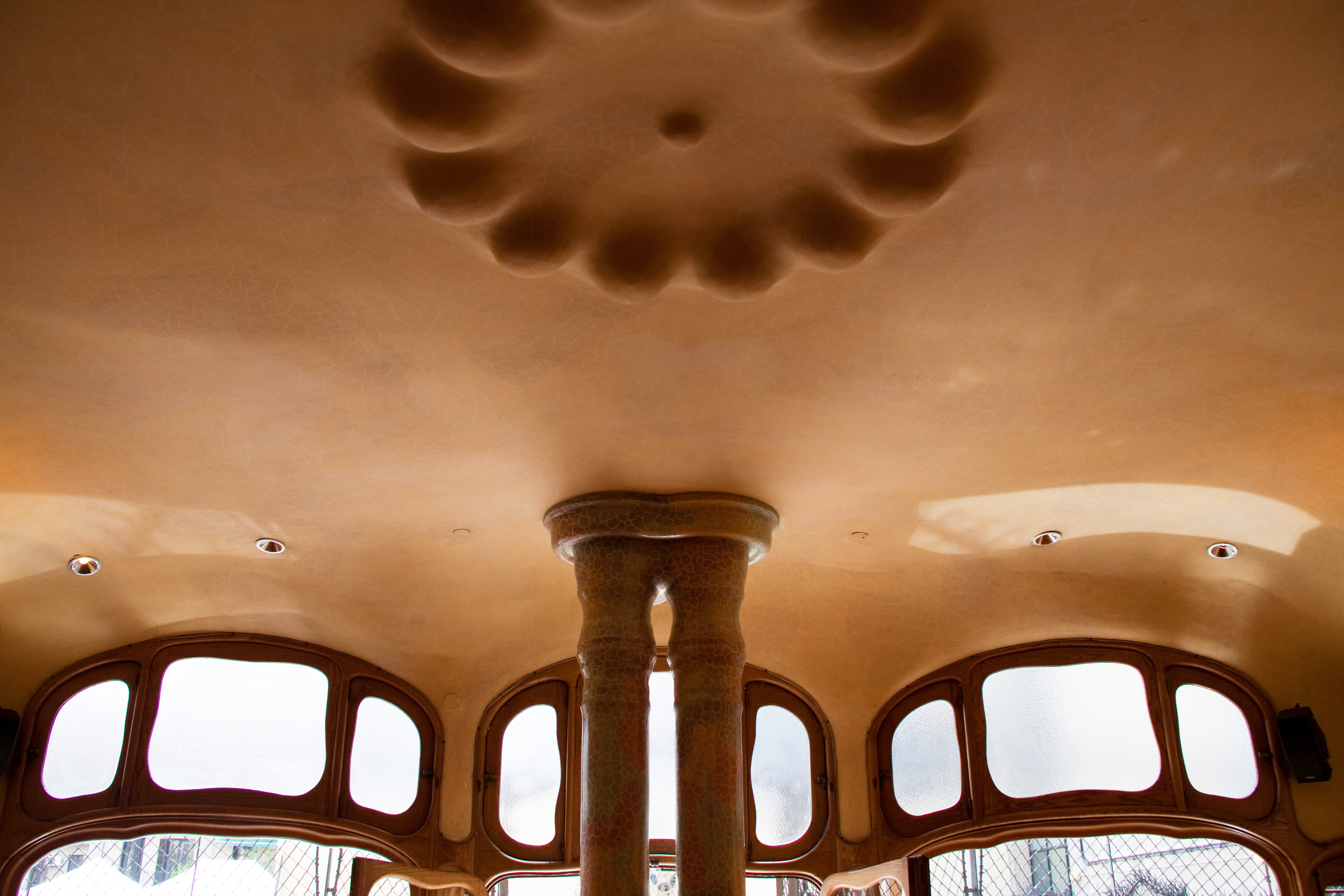
teto da sala de jantar que reproduz a ondulação de uma superfície de água atingida por uma gota ao centro

Do outro lado do andar está a sala de jantar dos Battló, que dá vista para a fachada posterior do prédio. Sua decoração em madeira e vidro foi desmontada por razões funcionais quando o edifício foi ocupado para fins comerciais. Em 1991, ela foi substituída por uma reprodução que permite ver a sala exatamente como ela era em sua versão original. O falso teto desta sala reproduz as ondulações formadas em uma superfície de água perturbada pela queda de uma gota. Próximo da saída para os jardins está um par de colunas gêmeas inspiradas pelo pátio dos leões da Alhambra de Granada. Sua base simula a erosão do tempo.

### O Oratório

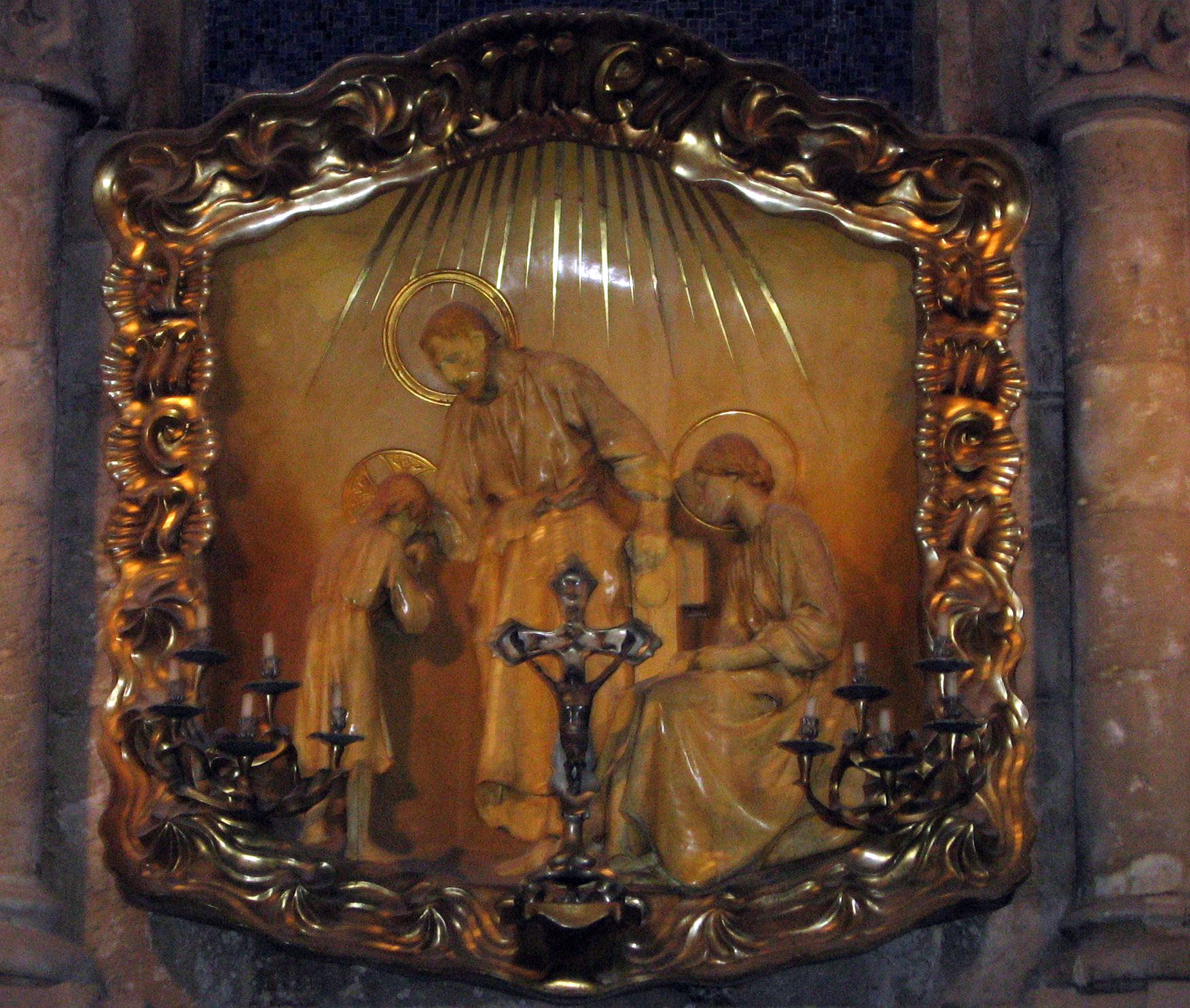
O oratório

No grande salão do andar principal, voltado para a fachada do Passeig de Gràcia, estava um oratório situado na concavidade da parede posterior, cercado por grandes painéis de madeira que permitiam rapidamente transformar a sala em uma capela, uma solução que Gaudí já havia experimentado no Palácio Güell. O oratório continha um pequeno altar e um retábulo em carvalho esculpido com a sagrada família, realizado por Josep Llimona i Bruguera, onde um Jesus adolescente beija a mão de São José enquanto Maria observa a cena. Sob a superfície dourada do retábulo desenhado por Gaudí aparece a palavra « amen » e o monograma « JMJ », referente à Jesus, Maria e José. Diversos elementos completavam o oratório: um crucifixo de metal esculpido por Carles Mani i Roig, candelabros de Josep Maria Jujol e coroamentos de Joan Matamala. O retábulo foi desmontado e a família Batlló o guardaria na sua propriedade de Madrid durante muitos anos, até que foram entregues em 2001 à Catedral da Sagrada Família, onde se situa atualmente na cripta.

### Pátios Internos

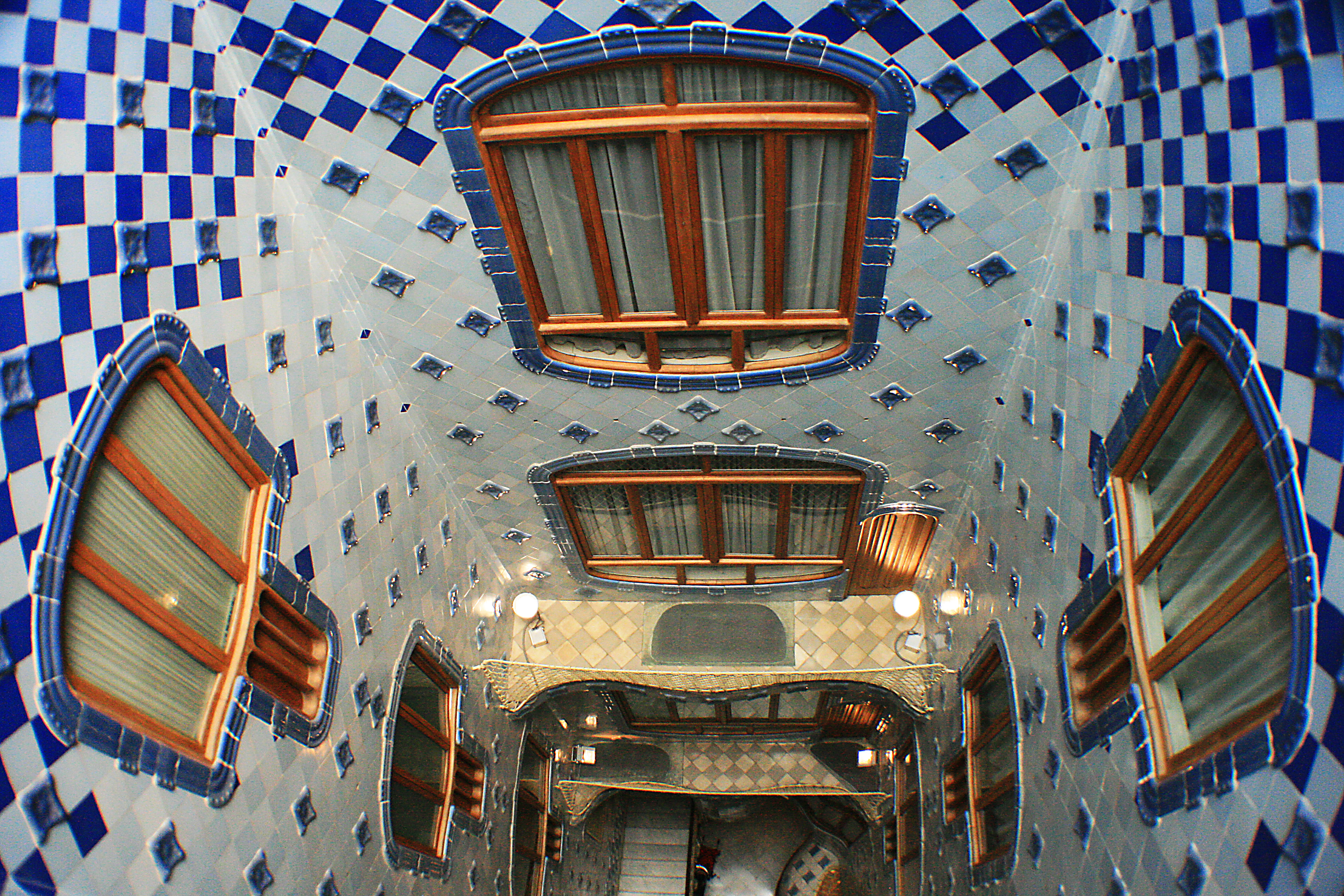
Degradé dos azulejos no pátio interno para equalizar a luminosidade dos andares

Os pátios internos estão entre os elementos mais inovadores da transformação do edifício. O arquiteto concluiu que para se construir um espaço em harmonia com a sensibilidade humana, era preciso suprimir as decorações que pudessem romper o conjunto. Ele decidiu compensar as diferenças naturais de iluminação entre as partes alta e baixa do pátio interno com um engenhoso sistema de graduação de cores à base de cerâmicas que cobrem as suas paredes. Os tons de cerâmica partem do azul cobalto no alto, até ao branco na base. Com este sistema cromático, as paredes parecem possuir uma cor uniforme quando visto a partir da base. Aplicando a mesma lógica Gaudí distribuiu o tamanho das janelas: as de baixo são maiores enquanto as de cima menores.

### Fachada dos Fundos e Terraço do andar principal

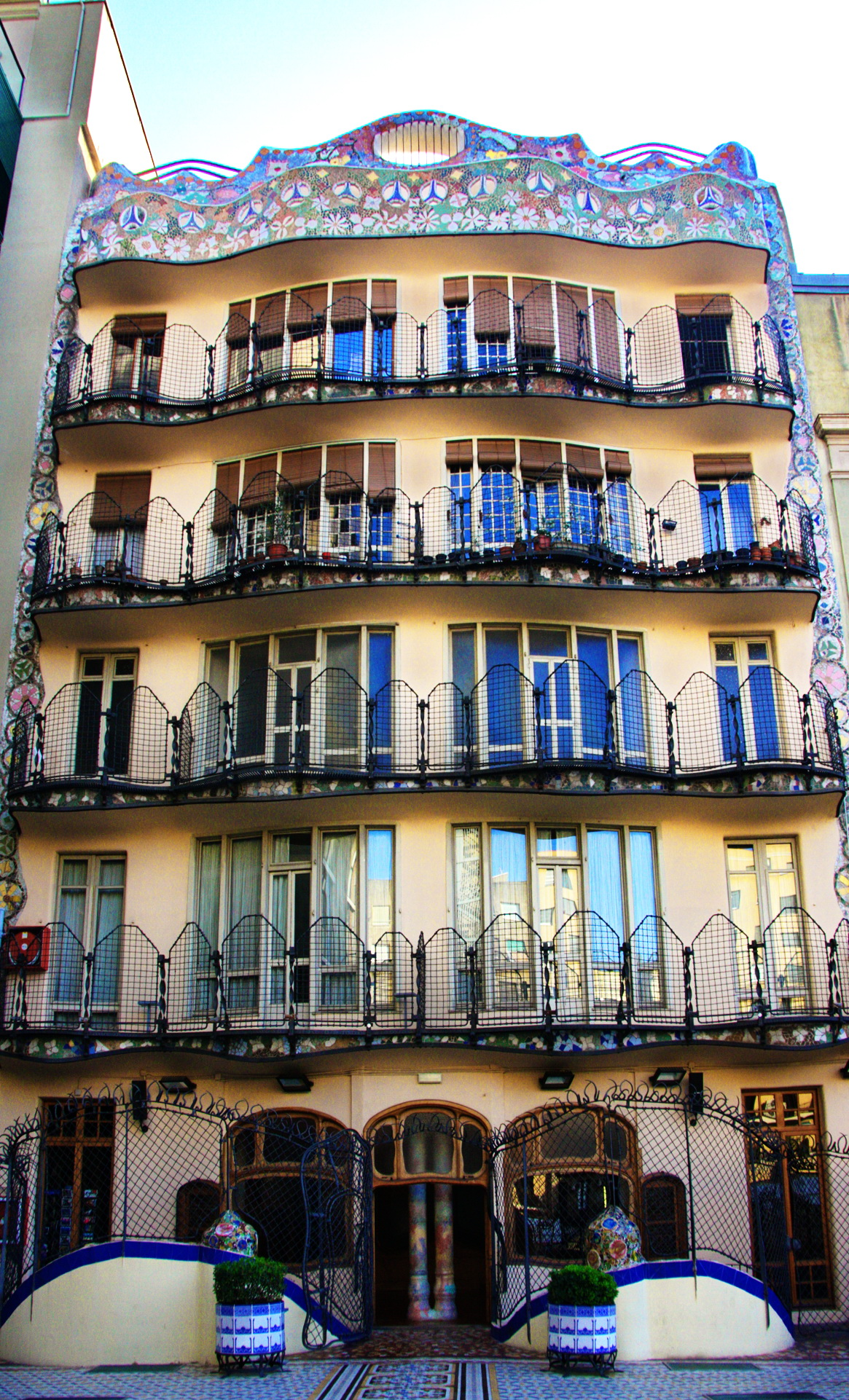
Fachada interna (Posterior)

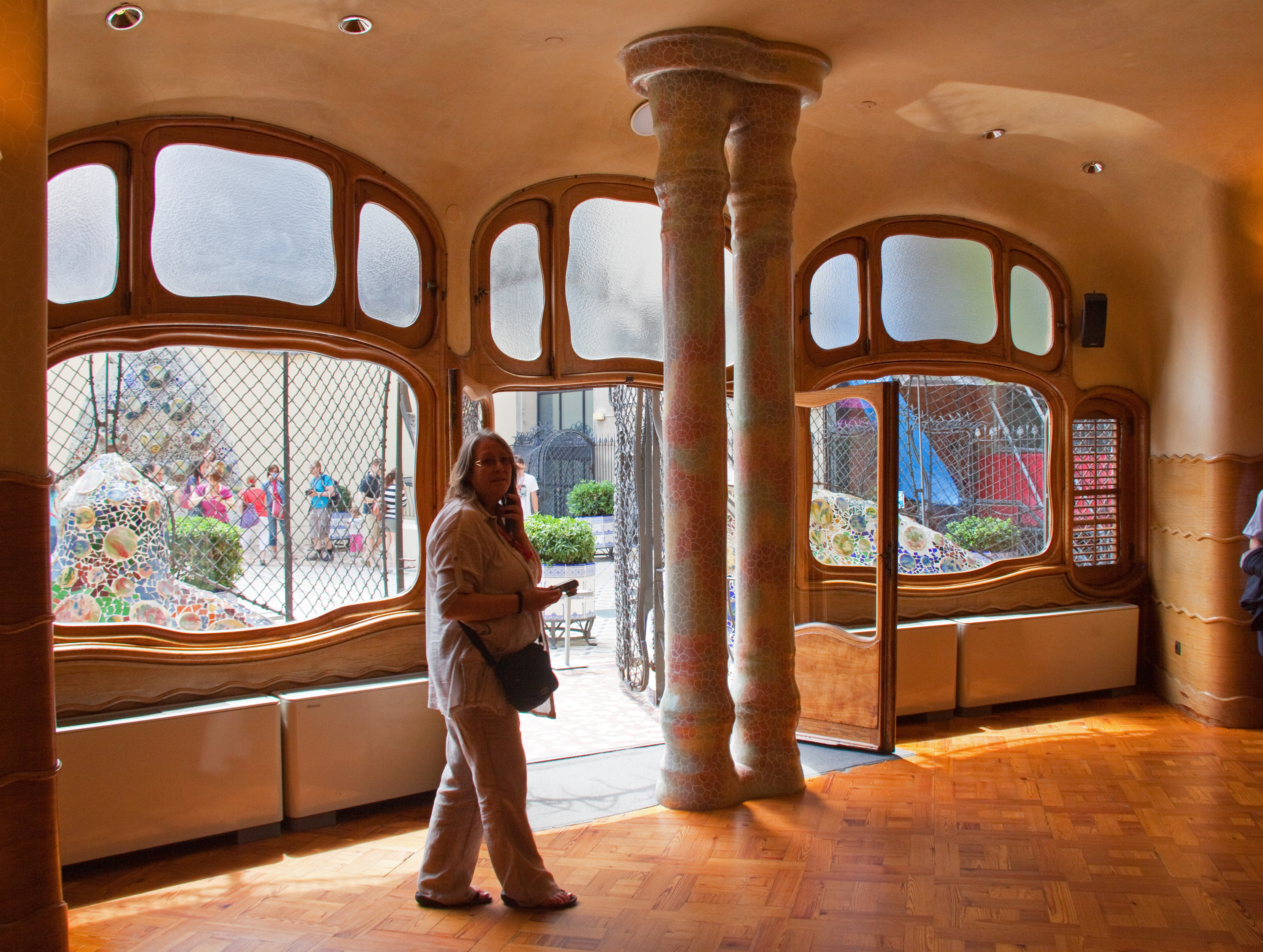
Acesso ao terraço a partir da sala de jantar

A fachada dos fundos (fachada interior) é decorada com fragmentos de cerâmica multicoloridos, o que era um dispositivo estético que se tornou uma das marcas estilísticas de Gaudí, como pode ser amplamente verificado na decoração do Parc Guell.  Na fachada dos fundos da Casa Battló os fragmentos de cerâmica desenham guirlandas e buquês de flores, possuindo a parte mais alta do edifício uma forma ondulada cuja dinâmica remete à inspiração marítima de Gaudí. Os arranjos possuem uma capacidade expressiva singular graças às suas cores vivas e aos motivos florais (típicos do movimento art nouveau) .

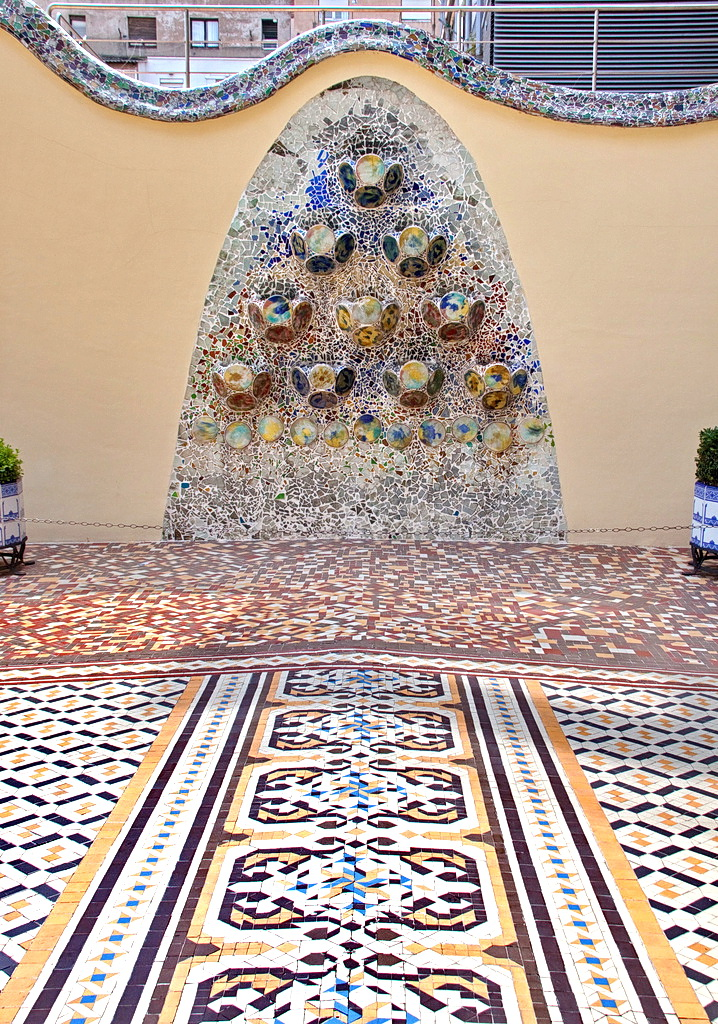
Detalhes das jardineiras que "brotam" do muro, e do chão em "tapete"

Aos pés da fachada dos fundos encontra-se o terraço do andar principal, acessado a partir da sala de jantar. No fundo deste terraço, está um muro de perfil ondulado que cerca a área, e isola a propriedade das vistas do exterior. O muro é igualmente decorado com ilhotas de fragmentos de cerâmica. A partir de seus mosaicos, jardineiras de formas singulares brotam como se fossem protuberâncias, feitas com discos de cerâmica da fachada principal, dando a impressão de um jardim suspenso. Outras jardineiras, móveis, compostas de potes em ferro forjado recobertos de cerâmica azul e branca estão dispostas no terraço. Entre a porta de saída do imóvel e o muro dos fundos do terraço, o chão é ornado por fragmentos de cerâmica de forma a se parecer com um tapete.

### Sótão

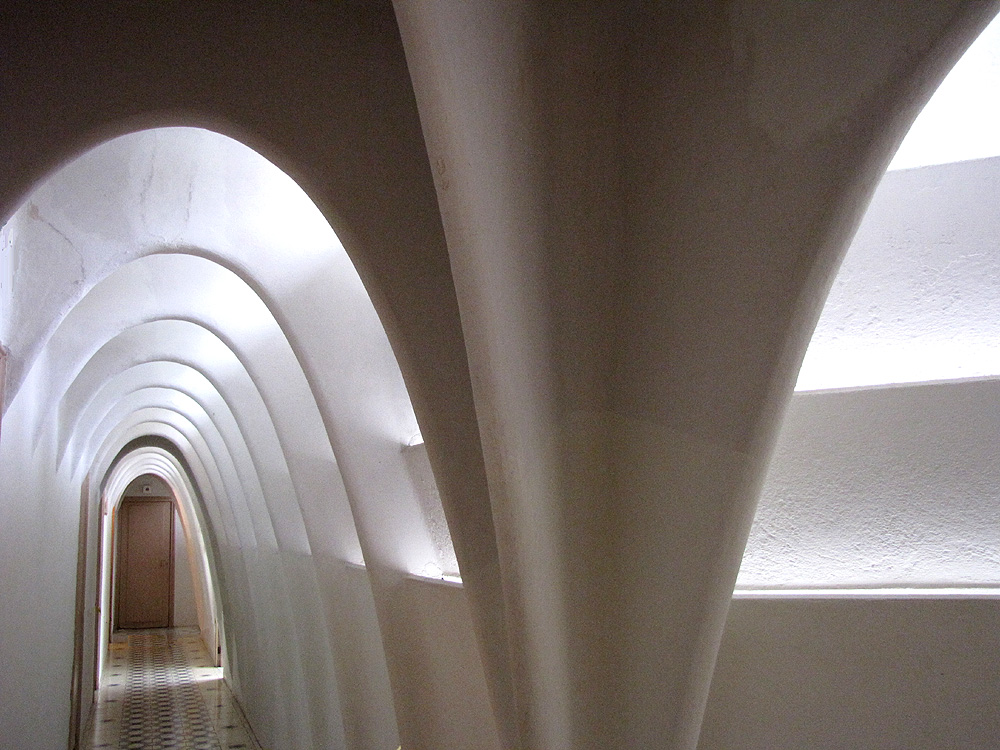
Corredor do sótão formado por arcos catenários

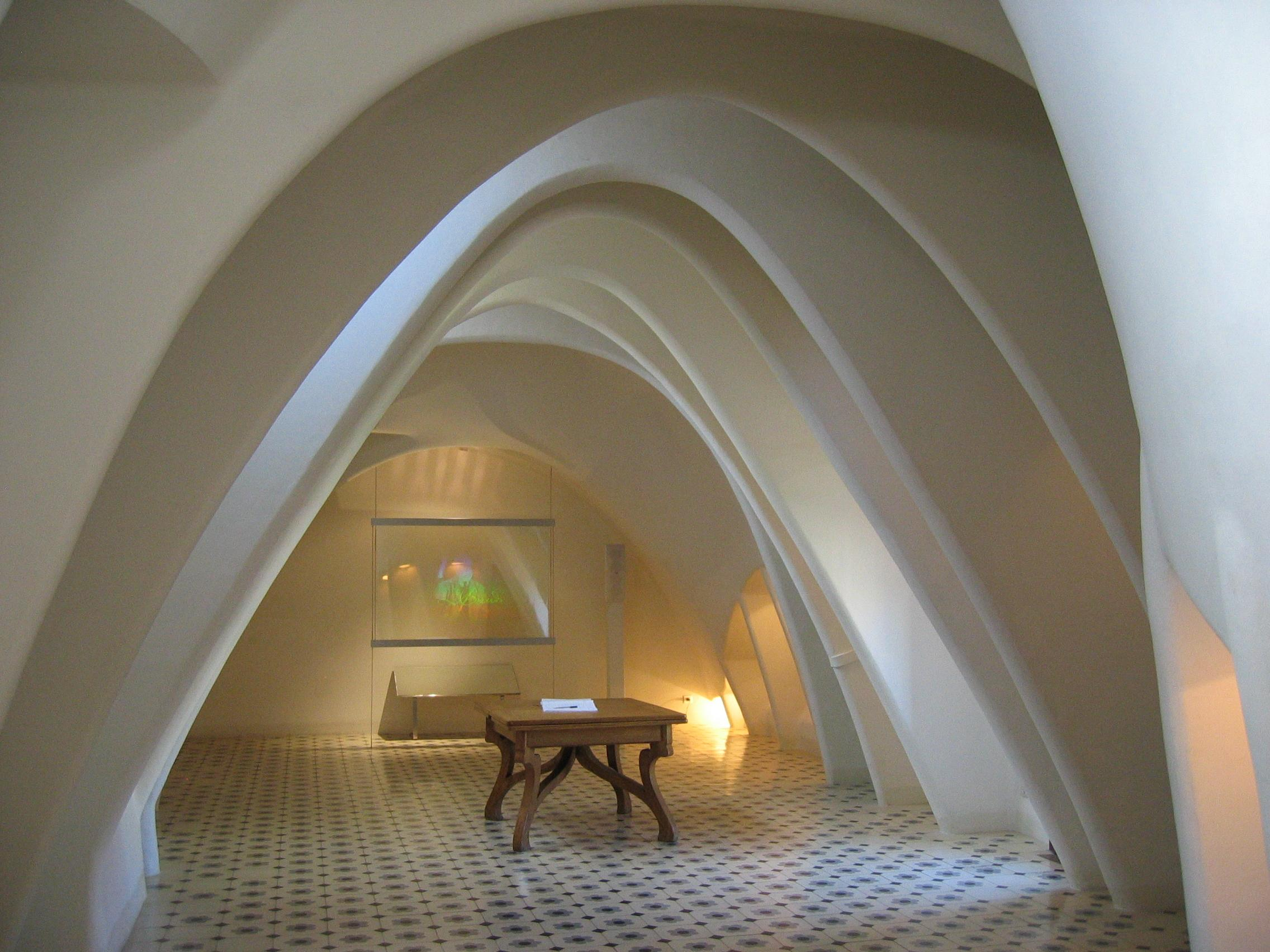
O ventre do Dragão

Abaixo do último andar estão os grandes sótãos onde Gaudí utilizou uma de suas técnicas chave, o arco centenário, para sustentar o teto, feito com tijolos importados da Itália no século XIV. Nestes sótãos estavam localizadas dependências de serviços, tanques, reservas de água, sob uma cobertura em cripta catalã sustentada por 60 arcos centenários que se parecem com as costelas de um enorme animal. Uma destas salas, voltada para a fachada, ganhou o nome de « ventre do dragão », utilizada para a lavagem e a secagem das roupas. Todo o sótão se beneficia de uma iluminação produzida por um notável jogo de luzes. Para evitar a umidade neste andar de lavagem e secagem de roupa, uma boa ventilação era absolutamente indispensável. Gaudi a gerou construindo duas escadas de acesso a este pavimento, uma de cada lado do prédio, criando uma ventilação cruzada.

### Teto

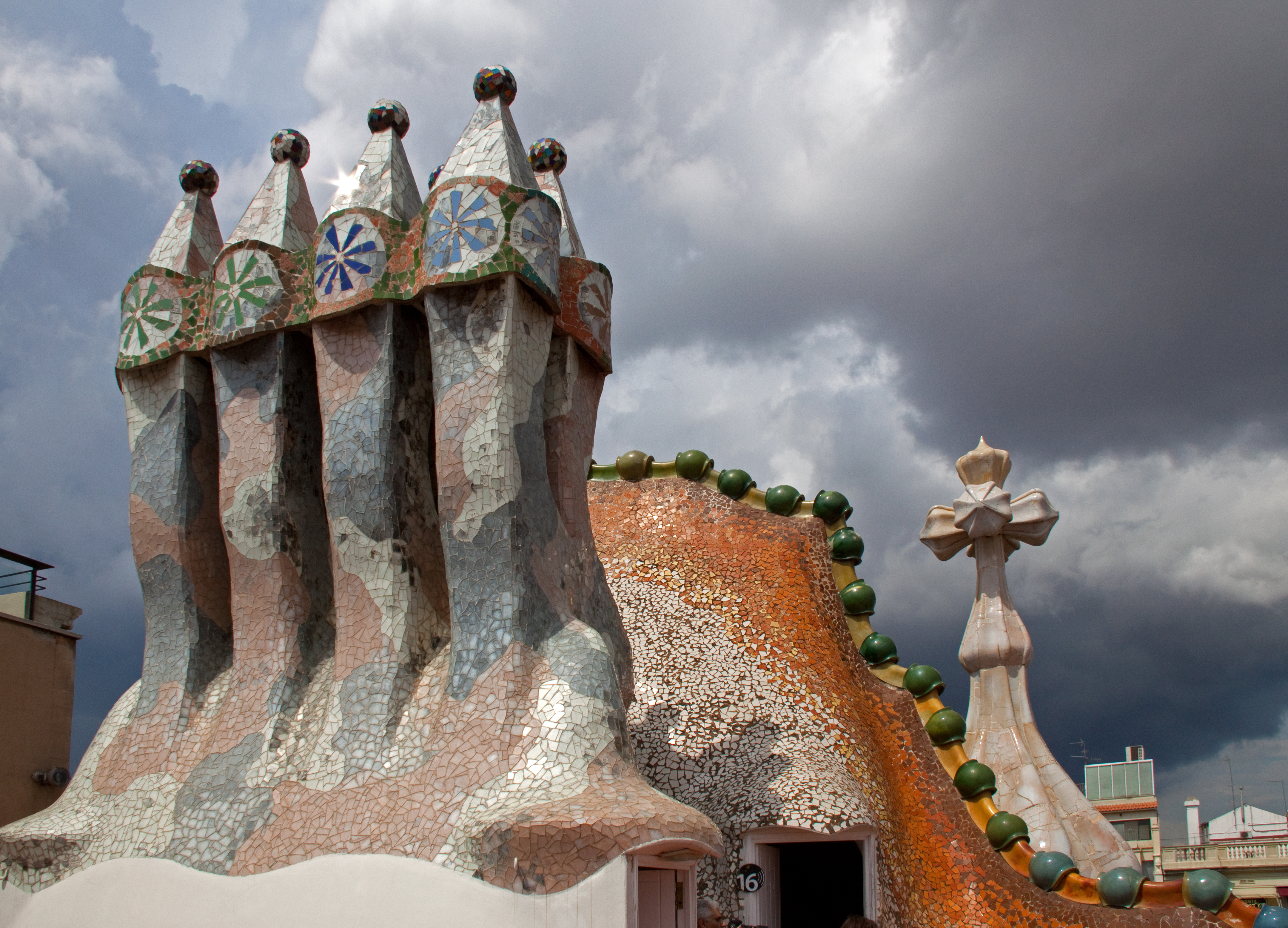
Um grupo de chaminés

O teto possui quatro conjuntos de chaminés de 6,10 m de altura, coberto com fragmentos de vidro e de cerâmica multicoloridos formando motivos florais, numa configuração que se situa entre a floresta de chaminés do Palácio Güell (1888) e da Casa Milà (1910). O desenho especial na chaminés evita que a circulação do ar seja perturbada. As chaminés são agrupadas como cogumelos, que apresentam o dinamismo e a expressividade de uma escultura. Cada um dos ductos de fumaça possui perfil quadrado, mas são cobertos cada um por uma flecha piramidal aguda, evocando o cume de um obelisco. No total 36 chaminés estão distribuídas em 4 grupos.

## Inovações do Edifício

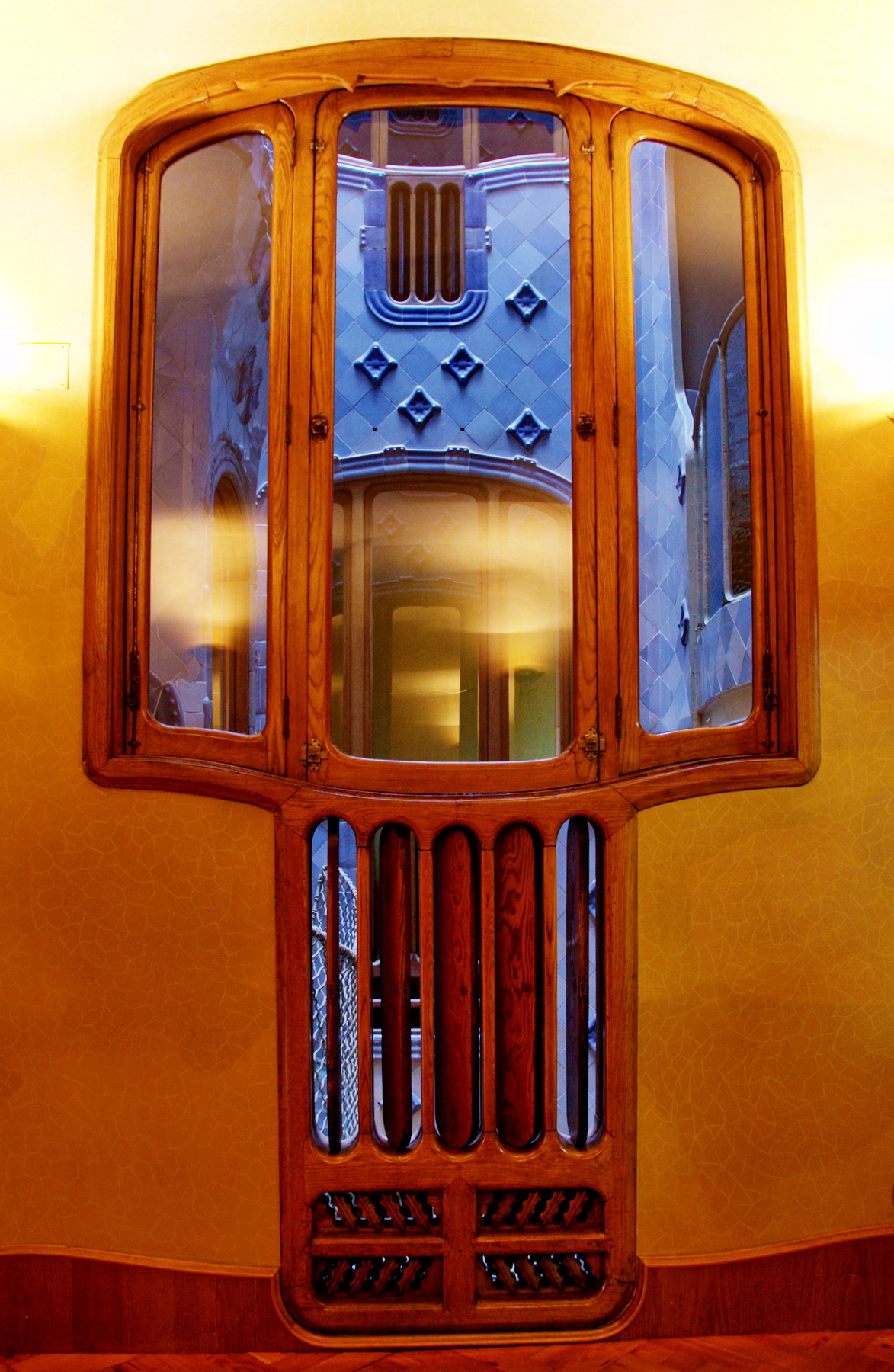
Janela projetada por Gaudí, com o sistema regulável de circulação de ar na parte abaixo

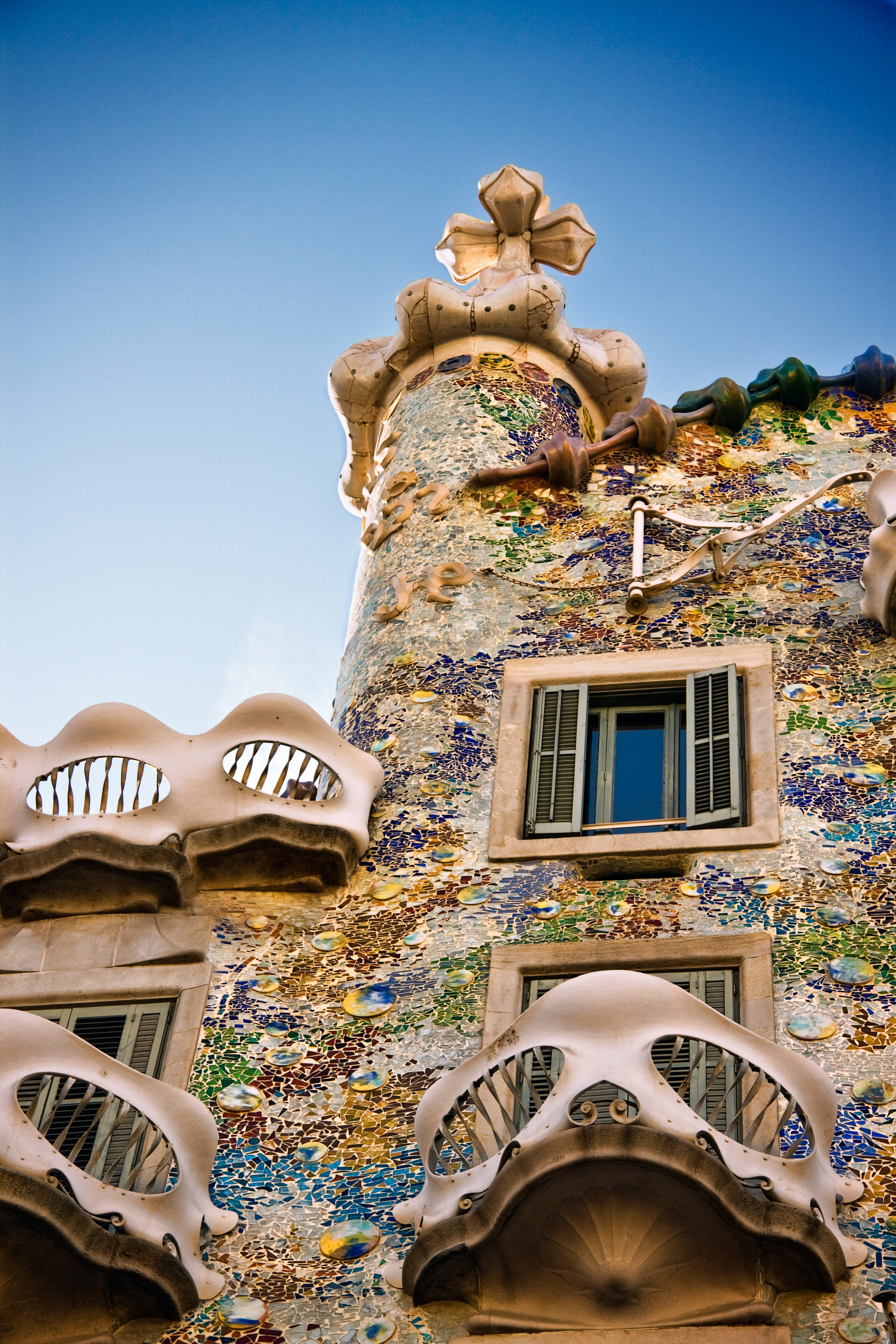
Detalhes naturalistas da fachada

Gaudí concebeu o edifício inspirando-se na natureza, como um organismo vivo onde cada elemento vive e cumpre uma função, não passiva, como no caso dos contrafortes góticos, mas dinâmica.
Segundo Oriol Bohigas, Gaudí jamais seguiu um objetivo racionalista na concepção da estrutura da Casa Battló. A partir de um critério de construção pré estabelecido, ele determinou a forma mais expressiva possível, dentro das possibilidades arquiteturais, « com um gosto pela complexidade dos espaços e dos volumes, e um desejo de sacrificar as retas em favor do espaço orgânico » .
Gaudí se distingue por suas escolhas de disposição de espaço que criam um ambiente confortável, especialmente no que se refere à ventilação natural. Do ponto de vista da ventilação e da iluminação, o arquiteto concebeu o edifício com critérios que seriam considerados hoje como ecológicos. Ele iluminou os aposentos centrais por meio da luminosidade natural do pátio, que fazia as vezes de luminárias. Ele repartia a luz por meio de grandes claraboias e de jogos de cores à base de cerâmicas, pelos quartos e pelo sub-solo.
A distribuição dos apartamentos da Casa Batlló, possuíam janelas para duas fachadas, de modo à se beneficiarem de uma ventilação cruzada. Gaudí adicionou a este dispositivo (que já era típico dos prédios de Barcelona, para amenizar o forte calor de verão) um sistema de abertura suplementar, localizado abaixo das janelas abertas no vão central, para aproveitar da entrada de ar fresco e das brisas noturnas de verão, como uma espécie de ar condicionado primitivo. Gaudí desenhou nelas um jogo de persianas e de fendas reguláveis permite regular a circulação do ar. Estas fendas estavam presentes também nas portas interiores.

## Simbologia

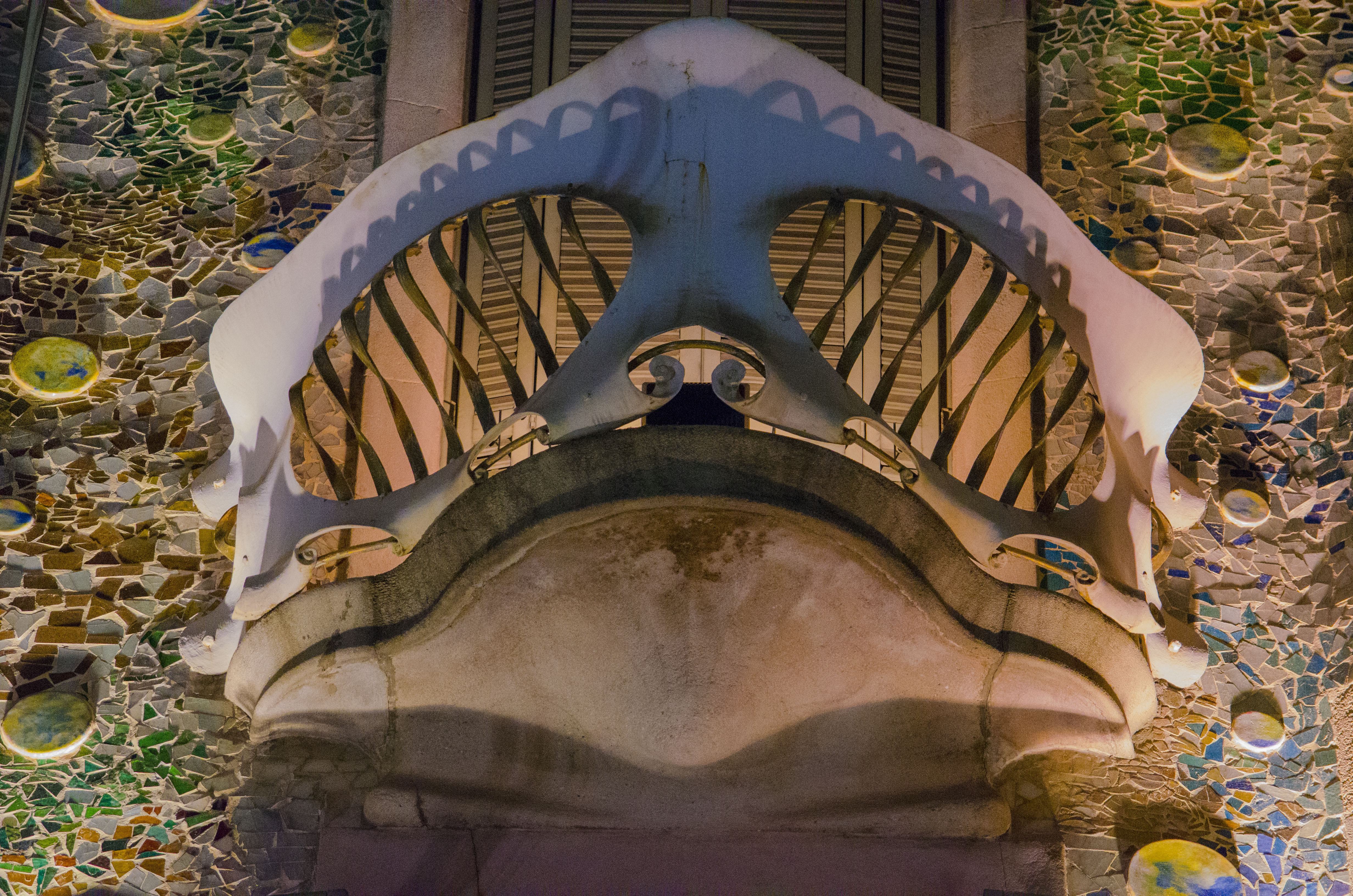
Para alguns o gradil da sacada seria a representação de uma máscara veneziana em meio a uma chuva de confetes.

Devido à falta de explicações explícitas deixadas diretamente por Gaudí, o senso das formas e das cores da fachada deixou espaço à numerosas interpretações, todas razoavelmente justificáveis. Alguns, por exemplo, viram no peitoril das sacadas a imagem de máscaras venezianas e interpretaram a decoração multicolorida da fachada como uma chuva de confetes. Outros afirmam que a ondulação do tapete colorido da fachada, dominado por verdes e azuis, possuem sem dúvidas um senso aquático inspiradas desde as superfícies lacustres de Monet, até a água transparente da Costa Brava Catalã.
De fato, uma das teses mais comuns é que o conjunto do edifício se inspire do ambiente marítimo, ou de um enigma sub-marino. Essa abordagem se apoia na visão naturalista do arquiteto, e pela prevalência de azuis e verdes em oposição ao arenito que representaria os rochedos da Costa Brava.  A escadaria principal é construída em um cômodo que lembra uma gruta sub-marina, conduzindo ao pavimento principal que está organizado como um refúgio sub-marino, que isolaria e protegeria os habitantes contra o mundo exterior.  As formas curvas das portas e janelas evocam o interior de um barco, e as portas e entornos são esculpidas com serpentes do mar, fósseis e outras formas da natureza.
A inspiração naturalista do edifício conduziu Gaudí a reutilizar, para as necessidades mecânicas de sustentação, sistemas desenvolvidos pelos seres vivos. Assim, os pilares parecem úmeros e fêmures, as bases dos capitólios possuem formas de vértebras, os balaústres das sacadas do primeiro andar se parecem com falanges, as grades convexas que protegem os vãos das sacadas protegem os "olhos" como se fossem cílios. O próprio formato da sacada se parece com o de costelas.
A interpretação de Lluís Permanyer i Llagósnote (jornalista catalão especialista na história da região) sugere uma visão menos profana, e mais épica que estas. Para ele a simbologia da Casa Battló gira em torno da lenda de São Jorge, figura importante dentro da tradição Catalã. O Dragão representa o mal. Sua espinha está na parte superior da fachada principal. A torre seria a lança atingindo seu corpo, e como na lenda do santo, uma lança coroada por uma cruz e marcada pelas iniciais da Sagrada Família. Este seria um símbolo do triunfo do bem contra o mal. As escamas azuis do monstro tornam-se vermelhas - manchadas de sangue - no lado esquerdo da torre. De acordo com esta interpretação, as sacadas na fachada são fragmentos de crânios e os pilares são os ossos das vítimas do Dragão.
O conjunto de janelas do pavimento principal possui a forma de um morcego com as asas abertas. Este animal é estreitamente ligado à simbologia medieval da tradição Catalã, e foi popularizada por Jaime I de Aragão, o conquistador. Segundo a lenda contada no Llibre dels feyts (Crônicas de Jaime I), foi graças a um morcego que o soberano evitou a perda da coroa de Aragão, e conquistou a região de Valência. Contudo, a origem mais confiável do morcego, é a presença de um Dragão no escudo de armas de Pedro IV de Aragão. Este símbolo original do Dragão se transformaria pouco à pouco em morcego ao longo do século XVII, para se impor plenamente no século XIX, nos heráldicos. Nesta época, sob o efeito da renascença catalã a imagem do morcego foi amplamente difundida pelo movimento modernista catalão , aparecendo em inúmeras revistas culturais  da época. O símbolo do morcego aparece no escudo de Barcelona no início do século XIX e se mantém até o início do século XX, como uma evolução longínqua do Dragão alado de São Jorge.
Já o pavimento principal poderia inspirar-se em um mundo fantástico, como os mundos descritos pelos mitos, que eram também comuns em relatos de expedições e de aventuras, o que foi uma tendência literária popular no final do século XIX. Algumas formas e contornos deste pavimento se aproximam bastante das ilustrações de Alphonse de Neuville, presentes na edição francesa de 1870, do romance 20 mil léguas submarinas, de Júlio Verne.
Com relação ao olho do Dragão formado pela pequena janela triangular do teto, especula-se uma inspiração em uma formação rochosa do complexo montanhoso de Montserrat, na Catalunha. Gaudí conhecia bem a região de Montserrat, pois ele realizou ali a obra Primeiro mistério da Glória do Rosário, do Rosário monumental de Montserrat, espécie de via religiosa que conduz ao locais de culto da montanha.
A coroa do teto da sala de jantar do apartamento, no primeiro andar, parece ter sido formada pela queda de uma gota de água que teria gerado ondulações, reforçando os motivos aquáticos do conjunto da obra
A Casa Batlló é um rico edifício situado na avenida mais luxuosa de Barcelona. Ela é um lembrete, no meio do luxo debordante da burguesia, da fugacidade de todas as coisas e da brevidade da vida. A espiral pode estar ligada a uma simbologia da morte, representando o moinho do tempo que devora a matéria retornando ao caos. Pode remeter também às nebulosas da criação do universo. Uma espiral mais notável situa-se no apartamento principal, mas outras podem ser vistas ao longo do imóvel e sobre as portas.
A escadaria principal é claramente inspirada em um animal pré histórico em sua grota, disposição que Permanyer interpreta como a coluna vertebral de um monstro.
As colunas da galeria do andar principal possuem também formas de ossos, contendo plantas carnívoras no centro de suas articulações. Gaudí faz aqui uma alusão á regeneração contínua da criação..

## Mobília

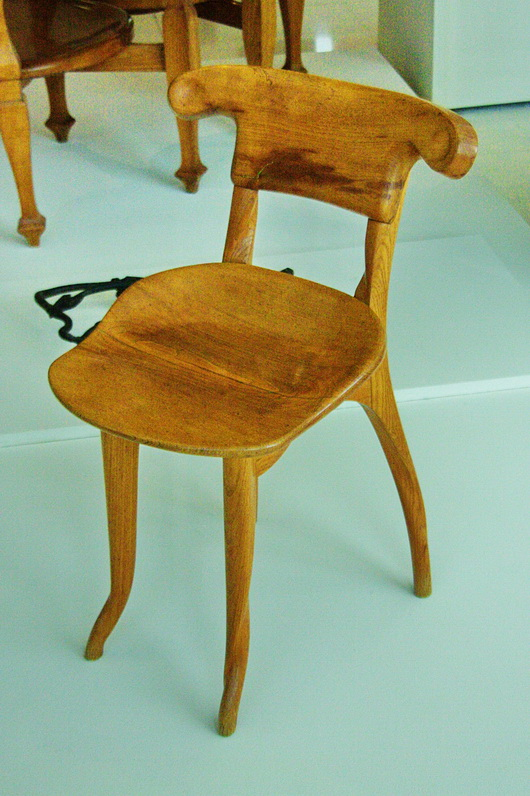
Cadeira da Casa Batló no Museu Nacional de arte da Catalunha

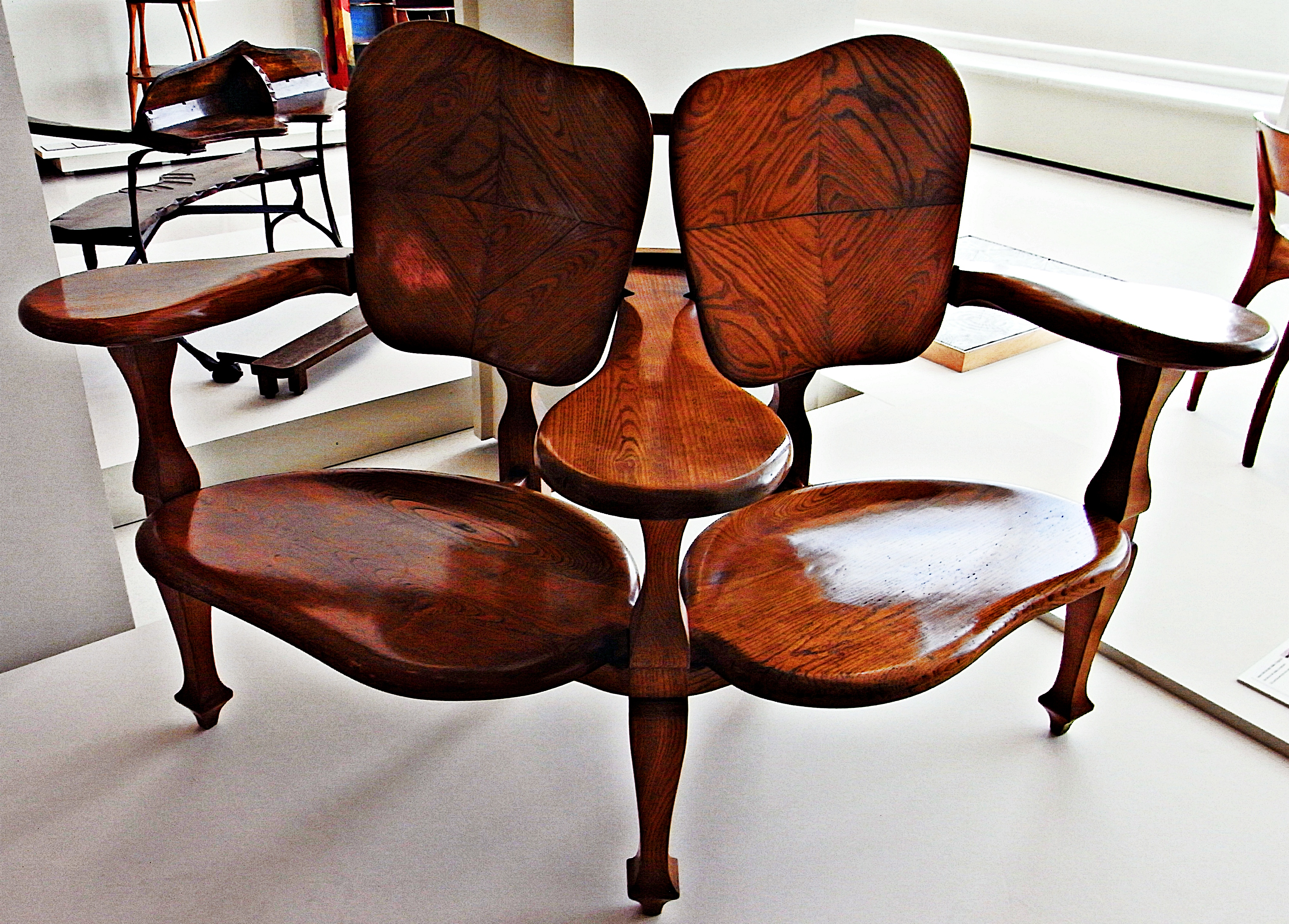
Banco da Casa Batló no Museu Nacional de Arte da Catalunha

Gaudí foi igualmente um designer audaciosos de móveis, sacadas, maçanetas e de outros elementos decorativos. Seus móveis seguem a mesma evolução de seus edifícios: após um período neogótico iniciado no final dos anos 1870, ele projetou cadeiras longas para o Palácio Güell entre 1887 e 1888, onde evoluiu seu estilo pela primeira vez, substituindo uma parte original dos móveis feitos em madeira por ferro. Mais tarde ocorre uma nova guinada no seu estilo, de 1890 a 1899, em direção às formas curvas e assimétricas do modernismo, rompendo definitivamente com o estilo Pompadour então em moda. Gaudi já havia projetado os móveis da Casa Calvet, mas, para a mobília da Casa Batlló, a decoração cede espaço ao orgânico, e as formas evocam seres vivos.
Os móveis da Casa Batlló eram destinados à sala de jantar. Para o projeto da mobília, o arquiteto opta por um desenho inédito até então, com um tipo de assento curvo imitando a morfologia humana. Ele elimina os excessos de decorações supérfluos comuns na época, deixando o nu da cor natural da madeira. Precursor dos desenhos ergonômicos e na fronteira do repertório acadêmico, ele se aproxima de um desenho industrial que seria mais tarde explorado por arquitetos contemporâneos como Horta, Mackintosh e Eliel Saarinen.
Com o intuito de inserir o mobiliário em seu ambiente, Gaudí pede à madame Batlló o número exato de mulheres e homens que compunham a família para adaptar a mobília à anatomia de cada um, pedido este negado pela dona da casa. Os moveis originais estão conservados no Museu nacional de arte da Catalunha e na Casa Museu Gaudi, do Parc Guell.

## Prêmios e Recompensas
O edifício foi inscrito em 1907 no concurso anual dos prédios artísticos outorgados pela prefeitura de Barcelona. O juri desta edição era composto do prefeito, dos conselheiros municipais, do diretor da escola de belas artes e de diversos arquitetos de renome. Em 29 de dezembro de 1907 o júri decide pelo colégio Comtal, concebido por Bonaventura Bassegoda i Amigó, optando pela sobriedade deste último prédio frente ao desenho claramente modernista dos concorrentes, sobretudo o da Casa Batlló. Esta última considerada dotada de um "caráter particular, fruto de uma inventividade febril em meio a uma infinidade de detalhes modernistas. Este fracasso foi especialmente doloroso para os proprietários..
O primeiro reconhecimento do edifício viria apenas em 1962, quanto foi inscrito no catálogo de patrimônio da prefeitura de Barcelona. Em 1969 foi declarado bem de interesse cultural e monumento histórico-artístico da Espanha. Seu maior reconhecimento data de julho de 2005, quando foi incluído como Patrimônio Cultural da UNESCO, distinção alcançada por sete outras criações de Gaudi. Finalmente, em 2008, o escritório internacional de capitais culturais inclui a Casa Batlló na lista dos Tesouros do Patrimônio Cultural Material do Mundo, uma categoria criada em 2007 para listar elementos do patrimônio mais importantes de cada cidade.